# Monheim am Rhein
Monheim am Rhein [ˈmɔnhaɪ̯m] ist eine mittlere kreisangehörige Stadt im nordrhein-westfälischen Kreis Mettmann und liegt rechtsrheinisch zwischen den beiden Großstädten Düsseldorf und Köln.

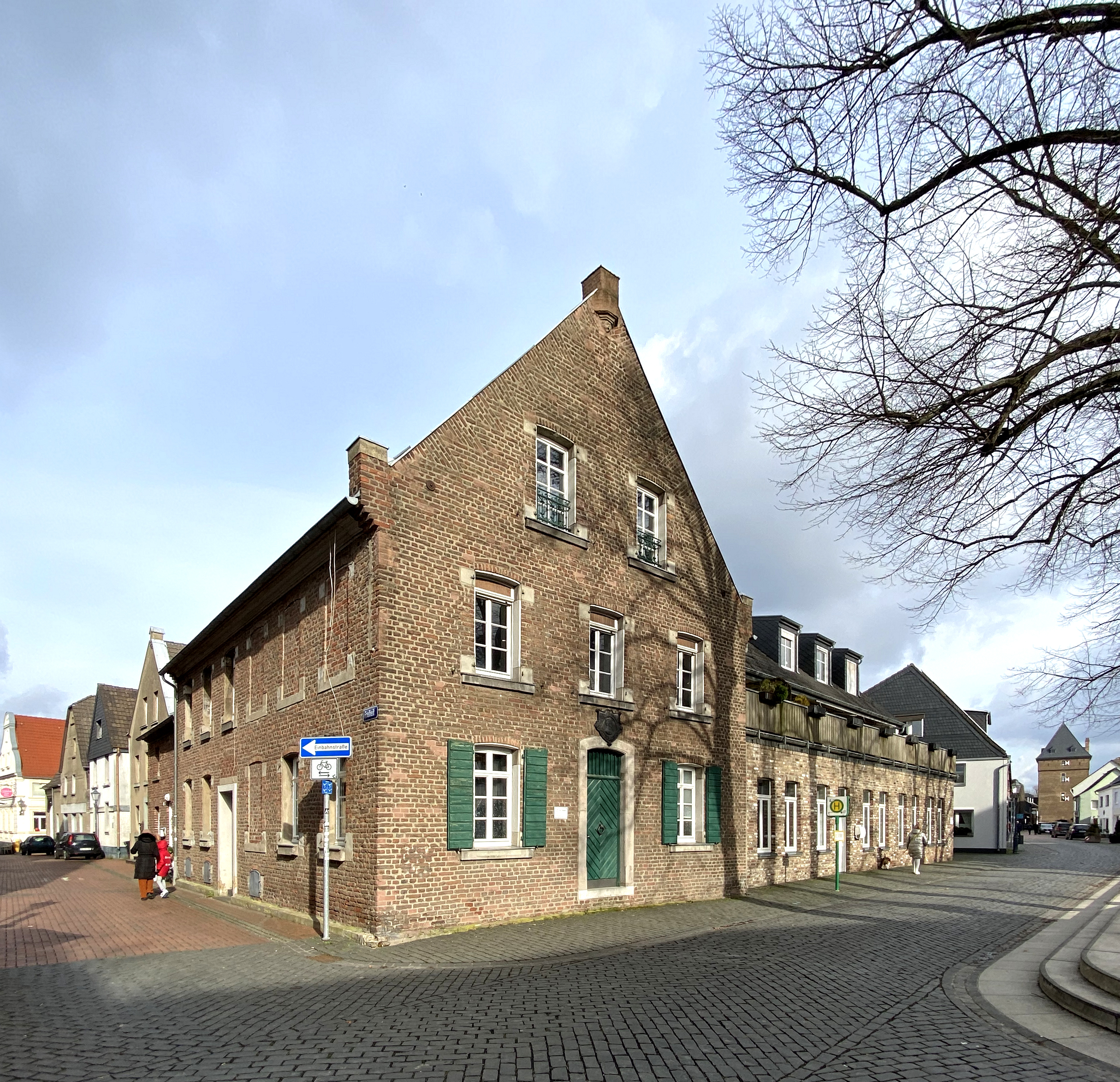
Erstes Rathaus von Monheim (1867–1938)

Die Stadt hat eine über 850-jährige Geschichte und gehört als Teil der Metropolregion Rhein-Ruhr zu einem Verdichtungsraum mit über zehn Millionen Einwohnern.
Das auf ein römisches Kastell zurückgehende Haus Bürgel im Norden der Stadt gehört seit Juli 2021 zum UNESCO-Weltkulturerbe Niedergermanischer Limes.

## Geografie
Monheim liegt unmittelbar am Rhein und ist mit rund 40.000 Einwohnern als kleine Mittelstadt die sechstgrößte Stadt im Kreis Mettmann. Im Norden grenzt sie an Düsseldorf, im Osten an Langenfeld, im Westen – durch den Rhein getrennt – an Dormagen und Köln sowie im Süden an Leverkusen.
Das Stadtgebiet zählt naturräumlich größtenteils zur Benrather Rheinebene, einer Niederterrasse der Kölner Bucht. Monheim ist die tiefstgelegene Stadt im ansonsten überwiegend von der niederbergischen Hügellandschaft geprägten Kreis Mettmann.
Monheim gliedert sich in nur zwei Stadtteile, den gleichnamigen Stadtkern und Baumberg, den historisch älteren Stadtteil im Norden des Stadtgebietes. In Monheim befinden sich darüber hinaus mehrere Siedlungen wie Blee – eine alte Ortslage im äußersten Süden des Stadtgebietes – sowie Zaunswinkel, die Henkelsiedlung, das Musikantenviertel, der Sandberg, das Berliner Viertel der Landesentwicklungsgesellschaft oder das Österreichviertel in Baumberg.

## Klima
Das Klima von Monheim ist durch die reliefbedingte Öffnung seines Stadtgebietes in Richtung Nordsee mehrheitlich atlantischer Prägung. Insbesondere westliche Windströmungen tragen feuchte Luftmassen heran, die zu wechselhaft milder Witterung über das ganze Jahr führen. Im Winter fällt die Temperatur aus diesem Grund selten unter den Gefrierpunkt.

## Geschichte
Bereits im 10. Jahrhundert wurde die Ortslage Blee im Zusammenhang mit einem Oberhof für Höfe in Monheim, Richrath und Rheindorf erwähnt. Die erste urkundliche Erwähnung von Monheim erfolgte 1157. Während der Herrschaft des Herzogtums Berg befand sich in Monheim der Sitz der Verwaltung des bergischen Amtes Monheim.
Monheim wurde 1390 zur Freiheit erhoben. Dies dürfte im Spannungsfeld der Kölner Erzbischöfe einerseits und der Bergischen Grafen andererseits wegen der strategisch wichtigen Lage am Rhein erfolgt sein. Bereits 1275 erhielt Monheim von Graf Adolf eine Stadtbefestigung, im Gegenzug zur Befestigung von Worringen durch den Erzbischof. Schon vier Jahre später musste Graf Adolf die Befestigung wieder schleifen, erst 1415 erhielt Monheim eine erneute Befestigung, die nur zwei Jahre Bestand hatte. Die letzte Befestigung erfolgte 1423, von ihr ist der Schelmenturm noch erhalten.
1806 wurde das Amt Monheim aufgelöst, nachdem Napoleon I. den Rheinbund gegründet hatte. Neu gegründet wurde das Großherzogtum Berg, dort wurde eine Munizipalität Monheim mit Baumberg, Hitdorf und Rheindorf eingerichtet. Die Bürgermeisterei Monheim bestand weiterhin, als nach dem Wiener Kongress 1815 die Rheinprovinz an Preußen vergeben wurde. 1904 bis 1908 verkehrte die Gleislose Bahn Monheim–Langenfeld zwischen der Stadt und der Nachbarstadt Langenfeld, danach von 1908 bis 1963 eine Kleinbahn auf Schienen in Normalspur. 1929 gehörte Monheim zum neugegründeten Rhein-Wupper-Kreis. 1951 kam es zum Zusammenschluss Monheims und Baumbergs zu einer Gemeinde; am 1. September 1960 schloss sich Hitdorf an, das seit 1857 über Stadtrechte verfügte. In Folge dieser Eingemeindung erhielt Monheim mit Beschluss der Landesregierung vom 11. Oktober 1960 den Status einer Stadt.
Am 1. Januar 1975 wurde die Stadt Monheim im Rahmen der landesweiten Gebietsreform nach Düsseldorf eingemeindet, wobei der Stadtteil Hitdorf abgetrennt und in die Stadt Leverkusen eingegliedert wurde. Dabei kam es kurzzeitig zu einer gemeinsamen Stadtgrenze zwischen den rivalisierenden Nachbarstädten Köln und Düsseldorf. Nach erfolgreicher Klage vor dem Landesverfassungsgerichtshof in Münster wurde die Stadt am 1. Juli 1976 wieder selbständig. Der frühere Stadtteil Hitdorf verblieb jedoch bei Leverkusen.

Seit dem 15. Oktober 1993 lautet der offizielle Stadtname Monheim am Rhein.

## Wappen, Flagge und Logo
Die Stadt führt ein Stadtwappen, eine Flagge und ein Dienstsiegel sowie ein Logo. Das Recht zur Führung eines Wappens ist der Gemeinde mit Urkunde vom 4. Januar 1939 vom Oberpräsidenten der Rheinprovinz in Koblenz verliehen worden.

Wappen
Flagge

### Wappen
Blasonierung: „In Blau auf grünem Boden stehend eine silbern (weiß) gekleidete barfüßige Jungfrau, die in der rechten einen goldenen (gelben) Blätterzweig hält und den linken Zeigefinger auf den Mund legt; links vor ihr eine nach links laufende silberne (weiße) Gans; im linken Obereck ein silberner (weißer) Schild; darin ein blau gekrönter, gezungter und bewehrter roter Löwe.“
Monheim am Rhein trägt seit 1939 eine Gänseliesel im Wappen, das vom Heraldiker Wolfgang Pagenstecher nach dem Vorbild des Siegels von Amtsvogt Johann Wilhelm Aschenbroich mit der Devise NOCET ESSE LOCUTUM (Geschwätz schadet) 1791 entworfen wurde. Zu diesem Symbol tritt das alte Erkennungszeichen, der bergische Löwenschild der früheren Landesherren hinzu.

### Flagge
Die Flagge der Stadt zeigt die Farben grün und weiß mit dem Stadtwappen.

## Bevölkerung
Monheim am Rhein belegte 2011 Platz 66 unter den 100 dichtestbesiedelten Gemeinden in Deutschland. Die folgende Tabelle zeigt die Entwicklung der Einwohnerzahlen auf dem Gebiet der Stadt.
| Jahr | Einwohner |
| ---- | --------- |
| 1866 | 1.600 1   |
| 1950 | 6.500 2   |
| 1960 | 13.692    |
| 1965 | 21.698    |
| 1970 | 39.128    |
| 1975 | 37.326 2  |
| 1977 | 38.213    |
| 1980 | 40.559    |
| 1982 | 40.592    |
| 1987 | 40.390    |
| 1990 | 42.824    |

| Jahr | Einwohner |
| ---- | --------- |
| 1992 | 43.801    |
| 1997 | 43.071    |
| 2002 | 43.749    |
| 2007 | 43.353    |
| 2008 | 43.569    |
| 2009 | 43.279    |
| 2012 | 43.216    |
| 2018 | 40.645    |
| 2019 | 40.703    |
| 2022 | 43.050    |
| 2023 | 43.524    |

|}
Anmerkungen:
  

## Politik
Für die Kommunalwahl ist Monheim am Rhein in 20 Wahlbezirke eingeteilt.

### Bürgermeister
- 1852–1877 Wilhelm Friesenkoten
- 1877–1896 Theodor Grein
- 1897–1925 Philipp Krischer (1869–1925, nach ihm ist die Krischerstraße benannt)[25][26]
- 1926–1934 Heinrich Schürholz
- 1934–1945 Josef Grütering (NSDAP)
- 1945–1946 Hugo Goebel (SPD, 1914–1978, für Amt Monheim und Gemeinde Monheim, 1946 bis 1970 Amts- und Stadtdirektor)[27]
- 1946–1951 Peter Oebels
- 1951–1954 Konrad Thelen (SPD)[28]
- 1955–1961 Josef Jenniches (CDU)
- 1961–1964 Peter Zinzius (CDU)
- 1965–1974 Heinrich Häck (SPD)
- 1975–1976 Oberbürgermeister Klaus Bungert (SPD), da Monheim damals Teil von Düsseldorf war
- 1976–1997 Ingeborg Friebe (SPD)
- 1997–1999 Hans-Dieter Kursawe (SPD)
- 1999–2009 Thomas Dünchheim (CDU)[29]
- seit 21. Oktober 2009[30] Daniel Zimmermann (PETO)

Bürgermeister Daniel Zimmermann wurde bei der Wahl am 25. Mai 2014 mit 94,6 % der Stimmen, bei einem Gegenkandidaten der Partei Bündnis 90/Die Grünen, und am 13. September 2020 mit 68,5 % gegen drei Gegenkandidaten von CDU, SPD und Grünen wiedergewählt. Zur Bürgermeisterwahl 2025 wird Zimmermann nicht mehr antreten. Am 14. September 2025 stellen sich folgende Kandidaten zur Wahl (in alphabetischer Reihenfolge): Christoph Düring (Die Linke), Lucas Risse (PETO) sowie die parteilose Kandidatin Sonja Wienecke, gemeinsam unterstützt von CDU, SPD, FDP und den Grünen.

### Stadtrat

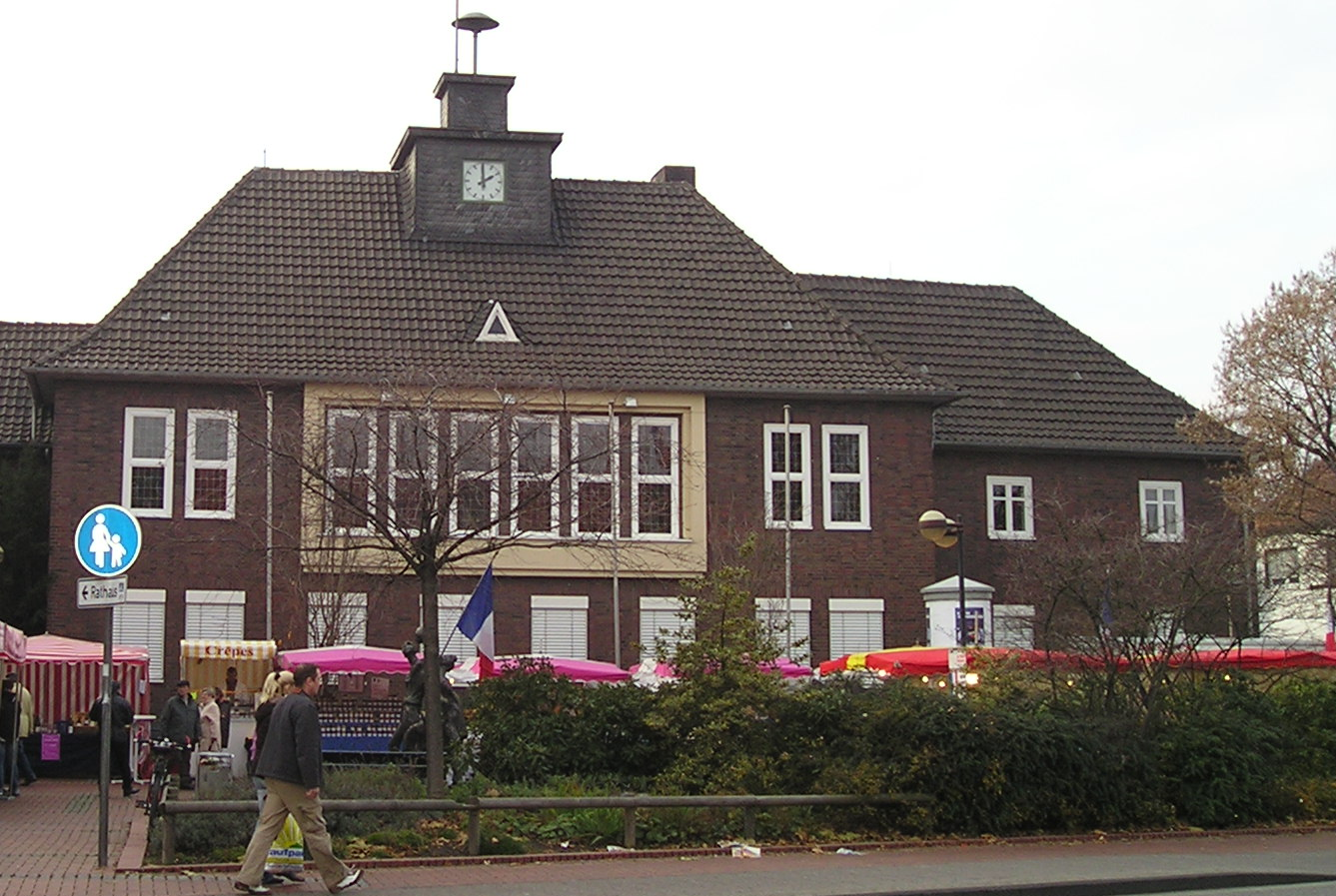
Rathaus der Stadt Monheim am Rhein

Monheim am Rhein wurde zwischen 1964 und 1998 von der SPD regiert, langjährig mit absoluter Mehrheit.
Von 1999 bis 2009 regierte die CDU gemäß der Sitzverteilung im Stadtrat mit wechselnden Mehrheiten.
Zwischen 2009 und 2014 regierte PETO mit wechselnden Mehrheiten. Seit der Wahl 2014 regiert PETO mit einer absoluten Mehrheit.
- SPD: 3
- Grüne: 4
- PETO: 23
- FDP: 1
- CDU: 9

| Rat der Stadt Monheim am Rhein: Sitzverteilung und Stimmenanteile |         |         |         |         |         |         |                       |                       |         |        |           |           |                      |                      |                               |                   |
|                                                                   | CDU     | CDU     | SPD     | SPD     | PETO    | PETO    | Bündnis 90/Die Grünen | Bündnis 90/Die Grünen | FDP     | FDP    | Die Linke | Die Linke | Menschen für Monheim | Menschen für Monheim | Gesamt                        | Wahl- beteiligung |
| Wahlperiode                                                       | Mandate | %       | Mandate | %       | Mandate | %       | Mandate               | %                     | Mandate | %      | Mandate   | %         | Mandate              | %                    | Gesamtanzahl der Sitze im Rat | %                 |
| 2020–2025                                                         | 9       | 22,7 %  | 3       | 8,3 %   | 23      | 56,8 %  | 4                     | 9,4 %                 | 1       | 2,8 %  | -         |           | -                    |                      | 40                            | 59,3 %            |
| 2014–2020                                                         | 7       | 17,8 %  | 3       | 8,9 %   | 26      | 65,6 %  | 2                     | 4,3 %                 | 1       | 1,7 %  | 1         | 1,6 %     | –                    |                      | 40                            | 56,3 %            |
| 2009–2014                                                         | 12      | 30,17 % | 8       | 20,27 % | 12      | 29,56 % | 3                     | 6,52 %                | 3       | 6,36 % | 1         | 2,74 %    | 1                    | 3,81 %               | 40                            | 52,3 %            |
| 2004–2009                                                         | 18      | 43,9 %  | 11      | 28,7 %  | 7       | 16,6 %  | 2                     | 6,3 %                 | 2       | 4,5 %  | –         |           | –                    |                      | 40                            | 56,88 %           |
| 1999–2004                                                         | 20      | 50,87 % | 13      | 31,18 % | 2       | 6,09 %  | 3                     | 6,33 %                | 1       | 2,34 % | –         |           | –                    |                      | 40                            | 56,87 %           |
| 1994–1999                                                         | 17      | 37,02 % | 24      | 49,54 % | –       |         | 4                     | 9,95 %                | –       |        | –         |           | –                    |                      | 45                            | 81,49 %           |

### Finanzen

#### Kommunalhaushalt
Von 2013 bis 2022 gehörte Monheim zu den wenigen deutschen Städten, deren Kommunalhaushalte keine Schulden aufwiesen. Die Stadt hat Gebühren für Kindertagesstätten und offene Ganztagsbetreuung gestrichen. Der Ort zahlte dem Land NRW jährlich 22 bzw. 23 Millionen Euro für den Kommunal-Solidaritätsbeitrag.
Ab 2022 musste die Stadtverwaltung Monheim erneut Kredite aufnehmen. 2024 betrug die Verschuldung 370 Mio. Euro. Aufgrund geringerer Gewerbesteuereinnahmen wurde für den Haushaltsplan 2025 ein Defizit von 86 Mio. Euro angenommen. Der Bund der Steuerzahler kritisierte überdimensionierte Bauvorhaben mit hohen Folgekosten für die Instandhaltung.
Monheim am Rhein weist seit 2024 eine kommunale Gesamtverschuldung von rund einer Milliarde Euro auf. Nach aktuellen Prognosen könnte dieser Betrag bis 2028 auf etwa zwei Milliarden Euro anwachsen.

#### Steuerwettbewerb und Kritik
Der Gewerbesteuer-Hebesatz wurde im April 2012 auf 300 Punkte gesenkt und ist seitdem der niedrigste in Nordrhein-Westfalen. In der Folge siedelten sich vermehrt Unternehmen in Monheim an, so dass letztlich die Gewerbesteuereinnahmen der Stadt stark anstiegen. Seit Juni 2013 ist die Stadt schuldenfrei. Bis Ende 2017 wurde aus den Haushaltsüberschüssen eine Rücklage von 192 Mio. Euro aufgebaut, damit konjunkturelle Schwankungen ausgeglichen werden können. 2014 wurde der Gewerbesteuer-Hebesatz auf 285 Punkte, zum 1. Januar 2016 auf 265 Punkte gesenkt. Zum 1. Januar 2018 wurde die Gewerbesteuer von den 2017 gültigen 260 auf 250 Punkte herabgesetzt. Das Handelsblatt berichtete 2016, dass Monheims Erfolg auf Kosten anderer NRW-Städte gehe. Der nordrhein-westfälische Landtagsabgeordnete Stefan Zimkeit (SPD) kritisierte 2016 die Steuerpolitik Monheims und warnte vor einem „Unterbietungswettbewerb der Kommunen“. 2019 unterschrieben 21 nordrhein-westfälische Gemeinden die „Zonser Erklärung“, um einen weiteren Wettlauf hin zu niedrigeren Gewerbesteuer-Sätzen zu unterbinden. Diese ist nach dem Treffpunkt, dem Dormagener Stadtteil Stadt Zons, benannt. Seitdem gab es keine weitere Anpassung des Gewerbesteuer-Hebesatzes und auch 2025 ist keine Anpassung geplant. Das Land Nordrhein-Westfalen kündigte an, gegen Briefkastenfirmen in Monheim am Rhein und anderen Steueroasen vorzugehen.

#### Finanzskandal um die Pleite der Greensill-Bank
Im März 2021 wurde bekannt, dass die Stadt Monheim, um von günstigen Zinssätzen zu profitieren, entgegen einem Verbot, städtische Gelder ohne Einlagensicherung anzulegen, 38 Millionen Euro ihrer Steuergelder bei der privaten Bremer Greensill Bank risikoreich angelegt hatte. Durch die im Frühjahr 2021 entstandene Schieflage der Bank und die darauf folgende Schließung durch die Bankenaufsicht droht der Stadt mangels einer greifenden Einlagensicherung für Kommunen der Ausfall der gesamten Investitionssumme. Bürgermeister Daniel Zimmermann gestand öffentlich ein, den Blick für das Risiko der Anlage verloren zu haben: „Um ein paar Zehntausend Euro Negativzinsen zu vermeiden, haben wir Millionen aufs Spiel gesetzt.“ Forderungen nach persönlichen Konsequenzen wie einem Rücktritt aufgrund des Spekulationsskandals kam er nicht nach. Ein in Baumberg lebender Rechtsanwalt stellte in der Folge Strafanzeige gegen die Spitze der Stadtverwaltung um Zimmermann.
Im Februar 2025 stellte die Staatsanwaltschaft Düsseldorf das geführte Ermittlungsverfahren gegen eine städtische Bedienstete aus der Kämmerei und Bürgermeister Daniel Zimmermann mangels hinreichenden Tatverdachts ein.

## Religionen

### Katholische Gemeinde
- Katholische Kirchengemeinde St. Gereon und Dionysius[74]
  - St. Dionysius, Baumberg[75]
  - St. Gereon, Monheim[76]
    - Filialkirche St. Johannes der Täufer[77]
    - Filialkirche St. Ursula Kapelle[78]
    - Marienkapelle[79]

### Evangelische Gemeinde
- Gemeindezentren der Evangelischen Kirchengemeinde Monheim/Rhld.
  - Evangelische Friedenskirche, Baumberg[80]
  - Evangelische Alstadtkirche, Monheim[81][82]
  - Johann-Wilhelm-Grevel-Haus, Monheim[83]

### Freie Evangelische Gemeinde
- EKI-Haus, Monheim[81][84]

### Weitere christliche Gemeinschaften
- Christliche Versammlung, Baumberg[85]

### Muslimische Gemeinden
- Osman-Gazi-Moschee der DITIB (türkische Gemeinde)[86]
- Masjid-Omar-Moschee der islamischen Gemeinde Monheim und Umgebung (marokkanische Gemeinde)[87]

## Partnerstädte
- Wiener Neustadt (Österreich), seit 1971
- Tirat Carmel (Israel), seit 1989
- Delitzsch (Sachsen), seit 1990
- Bourg-la-Reine (Frankreich), seit 2000
- Malbork (Marienburg) (Polen), seit 2005
- Ataşehir (Türkei), seit 2015[88]

## Sehenswürdigkeiten

### Schelmenturm

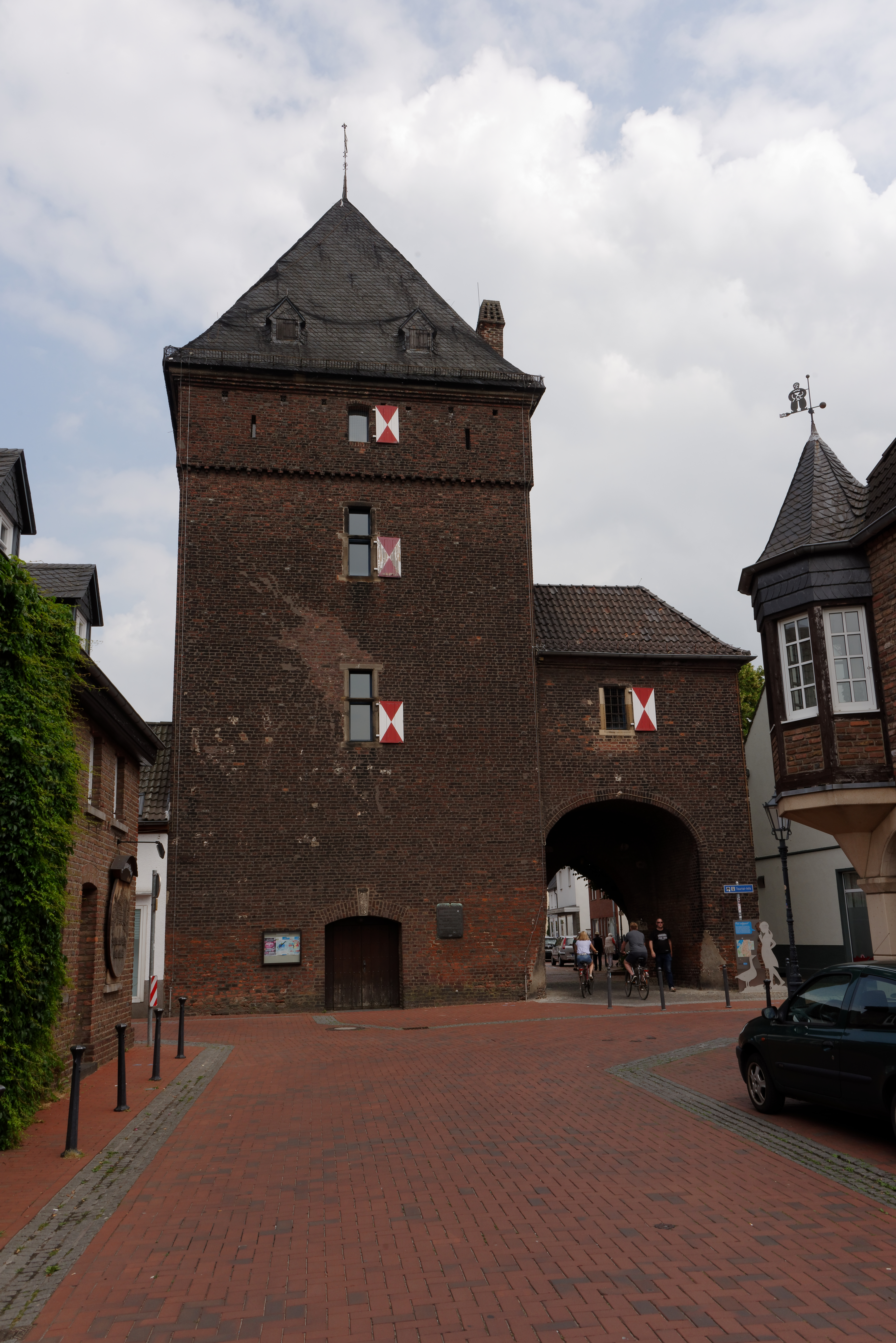
Schelmenturm

Der 26 Meter hohe Schelmenturm ist das Monheimer Wahrzeichen. Er wurde um 1425 erbaut und war das östliche Stadttor der ehemaligen Befestigungsanlagen der Grafen von Berg. Im 16. und 17. Jahrhundert diente er als Stadtgefängnis. 1972 wurde der Turm saniert und wird seither als kulturelle Begegnungsstätte genutzt. Im Schelmenturm werden Konzerte veranstaltet und Kunstwerke ausgestellt, das Standesamt führt hier auch Trauungen durch.

### St. Gereon

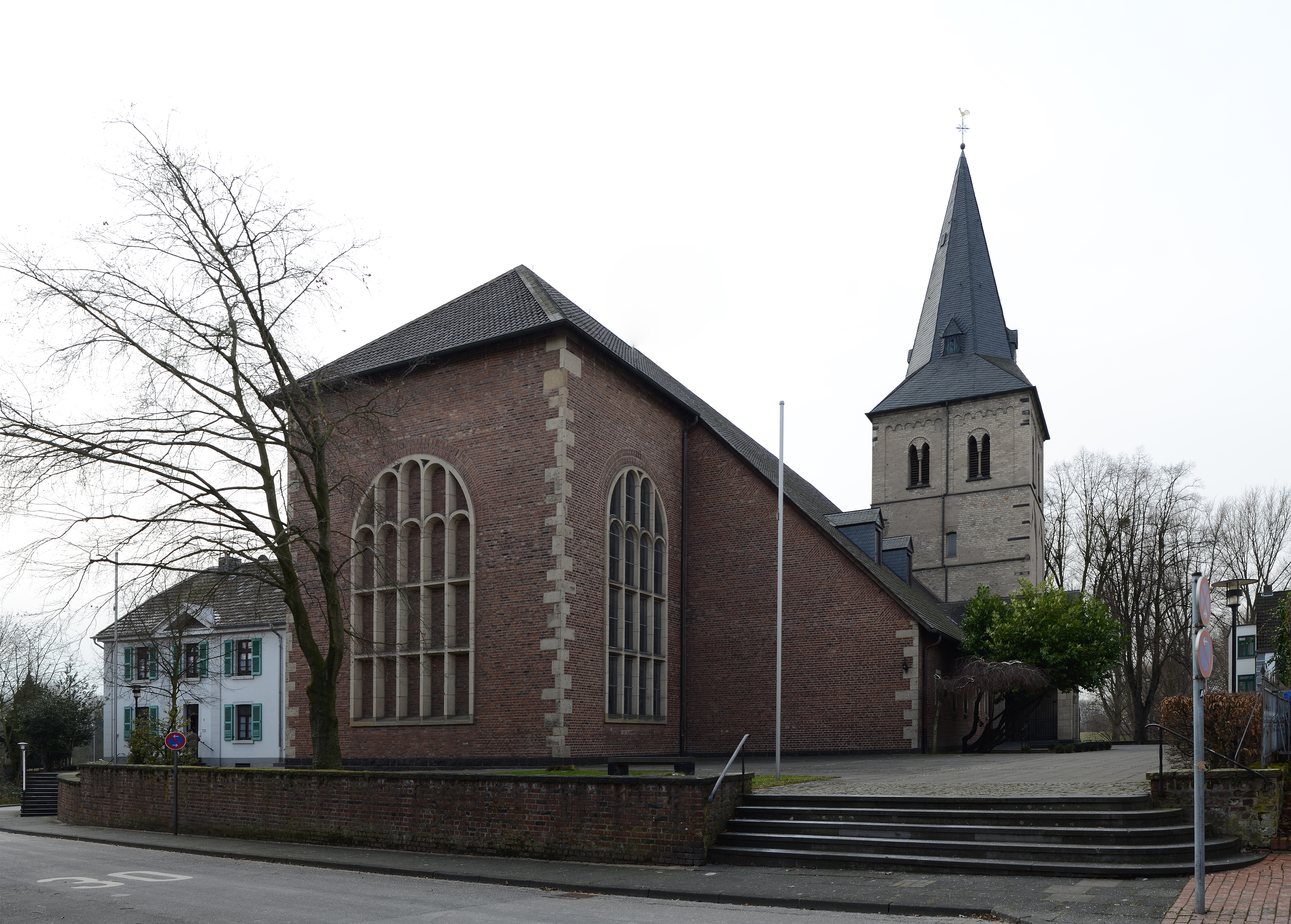
Pfarrkirche St. Gereon

Die römisch-katholische Pfarrkirche St. Gereon befindet sich nahe dem Alten Markt. Sie wurde 1951–1953 erbaut, der romanische Turm jedoch wurde um 1300 errichtet.

### Marienkapelle
Die Marienkapelle ist eine spätgotische Wallfahrtskapelle aus dem Jahr 1514.

### Deusser-Haus

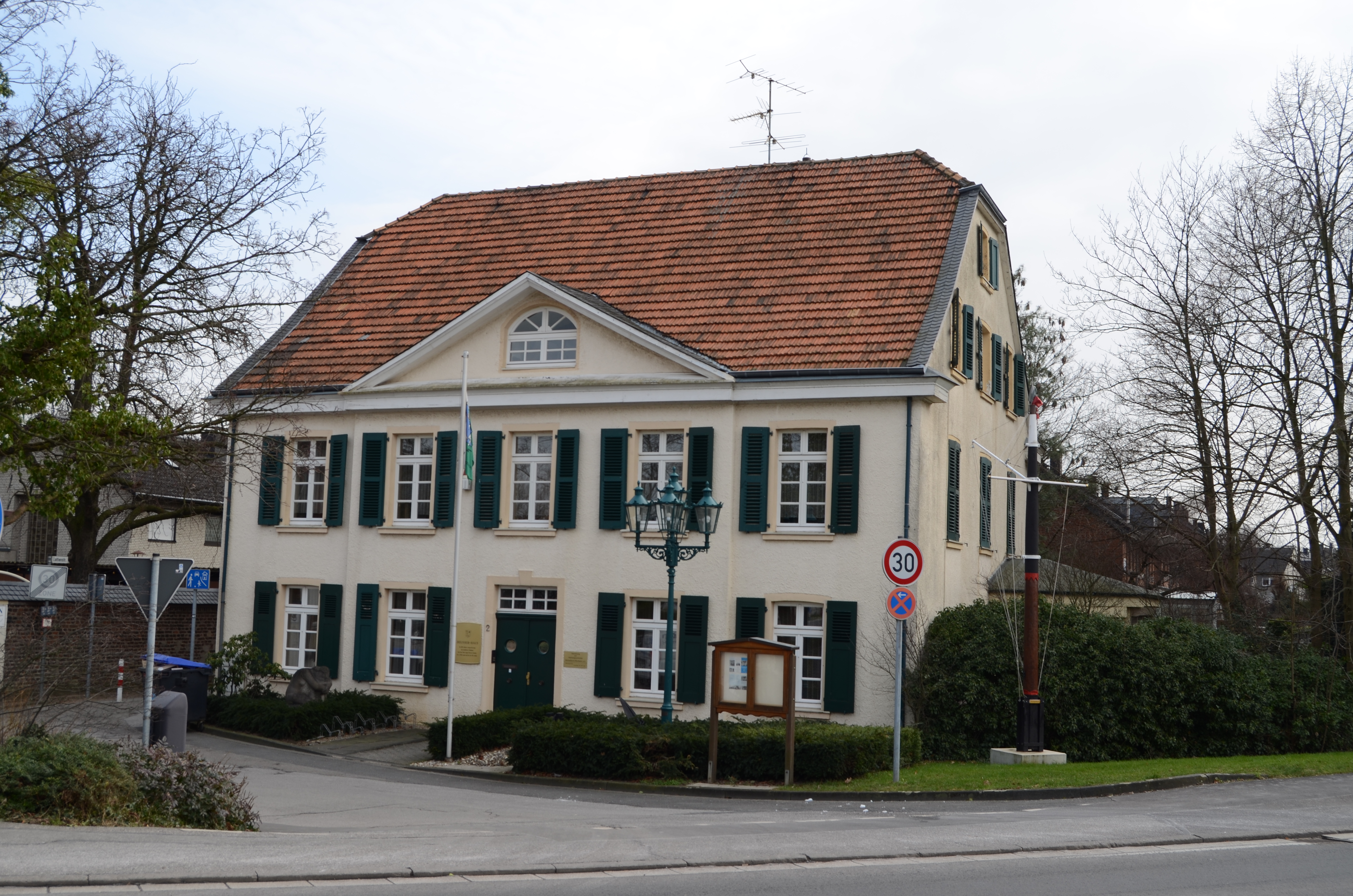
Deusser-Haus

Das Deusser-Haus, benannt nach August Deusser, wurde um 1848 erbaut und liegt südlich der Marienkapelle. Das Herrenhaus beheimatet heute das Museum des Heimatbundes Monheim e. V.

### Haus Bürgel

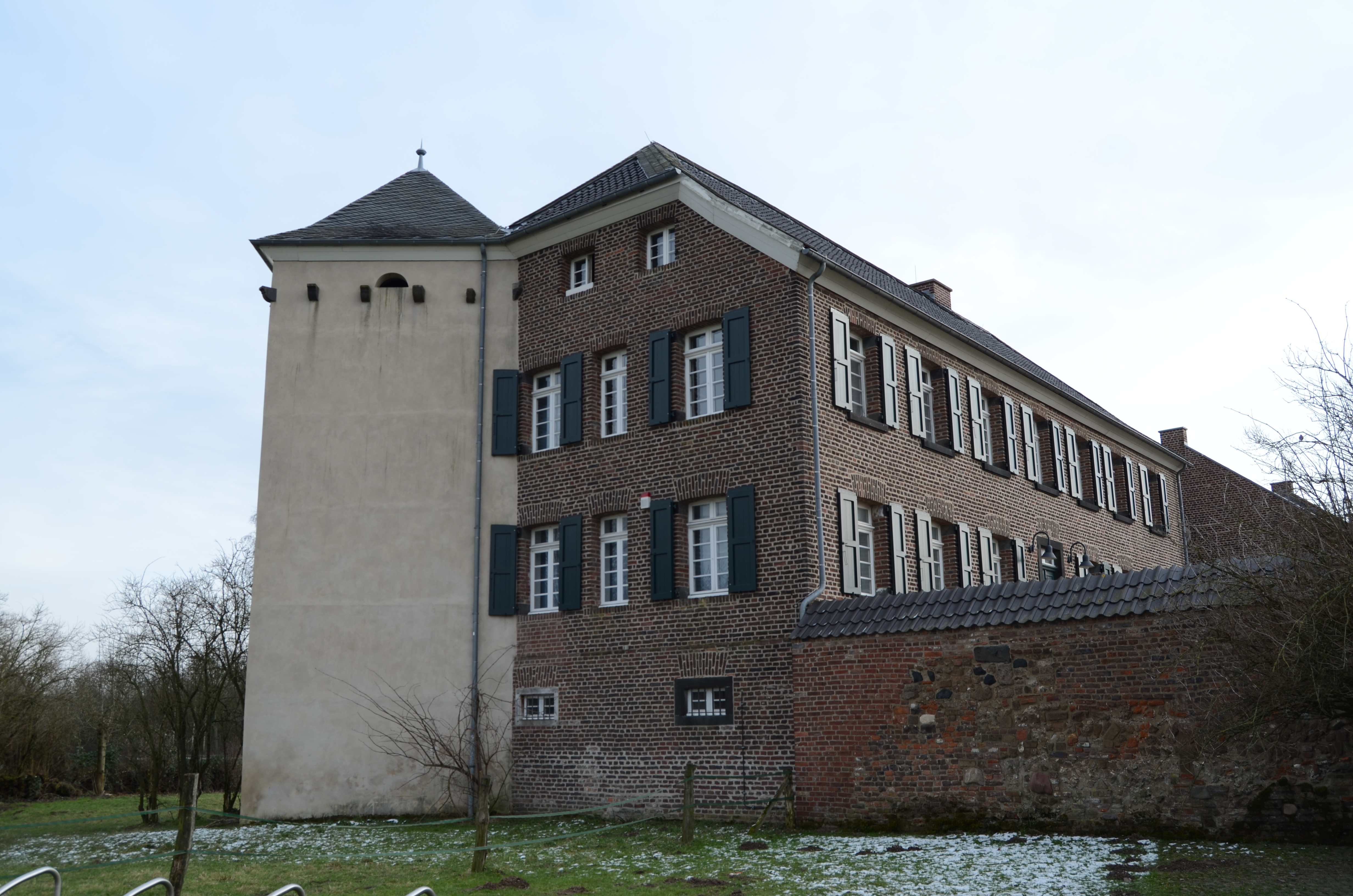
Haus Bürgel

Das Haus Bürgel wurde 1019 erstmals als castrum in Burgela erwähnt. Es ist ein Rest eines spätrömischen Kastells aus dem 4. Jahrhundert. In der lokalen und regionalen Forschung wurde lange diskutiert, ob es sich bei Bürgel um das Reiterlager Buruncum/Burungum handelt. Der Nachweis konnte nicht eindeutig erbracht werden. Einige Mauerreste aus römischer Zeit sind erhalten geblieben. Interessanterweise stand Haus Bürgel früher auf der anderen Rheinseite, bevor sich der Fluss 1373/74 ein neues Bett suchte. Es gehörte einstmals zur Stadt Zons. Im Hof von Haus Bürgel stand die Maternuskirche, die für den Bereich Zons zuständig war.
Das Archäologische Museum zeigt Ausstellungen über die römische Geschichte Monheims. Außerdem existieren verschiedene Veranstaltungsstätten für Kulturelles. Ferner befindet sich auf Haus Bürgel die biologische Station für das Naturschutzgebiet Urdenbacher Kämpe.
Seit Juli 2021 gehört Haus Bürgel zur UNESCO-Welterbestätte Niedergermanischer Limes.

### Marienburgpark

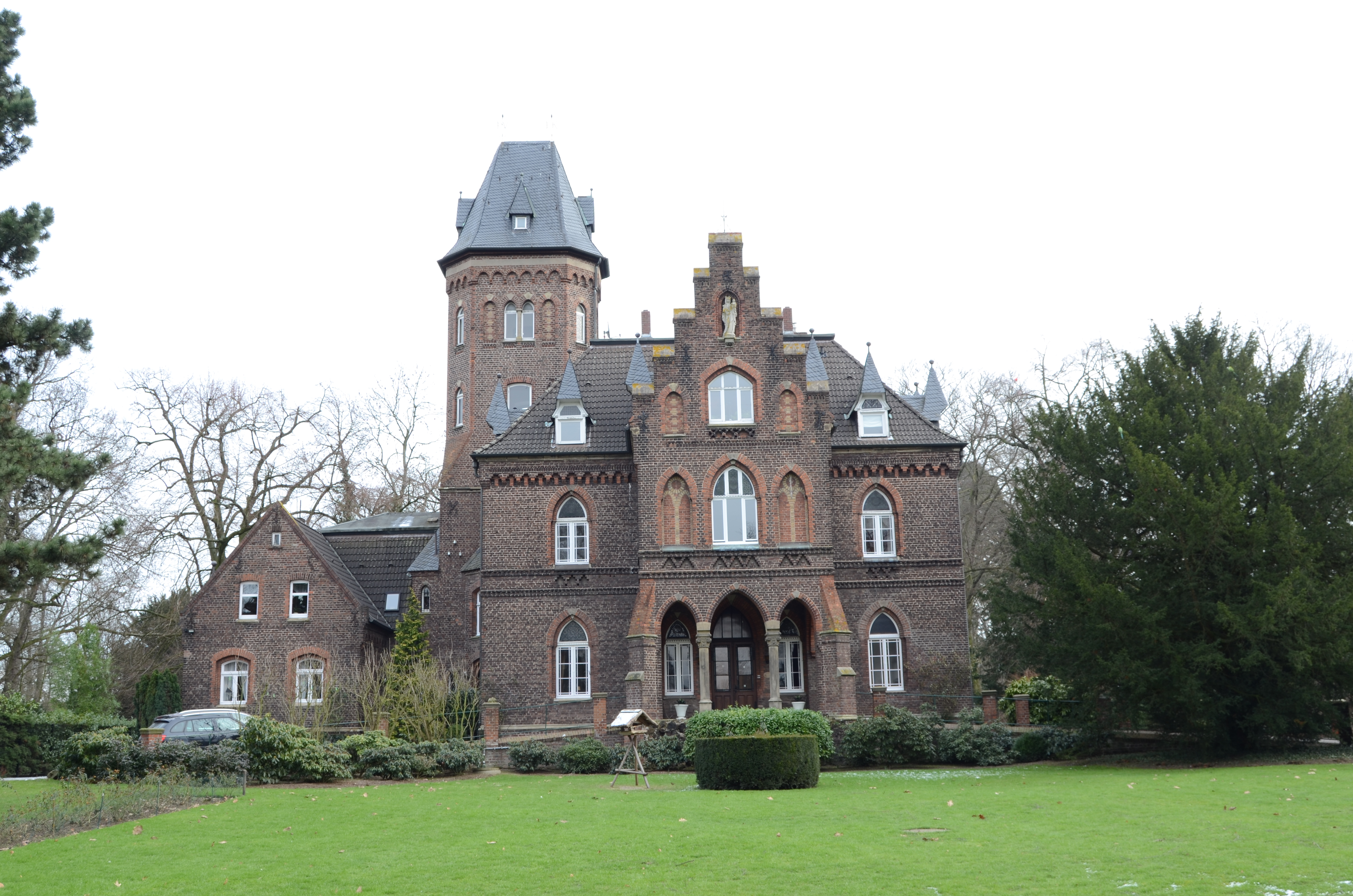
Marienburg

Der Marienburgpark, vermutlich vor 1880 angelegt, ist der Schlosspark, der die 1879–1880 erbaute, im Privatbesitz befindliche Marienburg Monheim umgibt. Er dagegen ist im städtischen Besitz und öffentlich zugänglich. Im Rahmen der grenzüberschreitenden Euroga plus 2002 wurde er saniert und 2004/2005 schließlich in die Straße der Gartenkunst zwischen Rhein und Maas aufgenommen.

### Gänselieselbrunnen

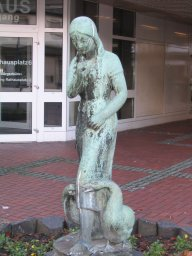
Gänselieselbrunnen

Der Gänselieselbrunnen mit zwei wasserspeienden Gänsen steht vor dem Rathaus. Er wurde 1937 aus Bronze vom Düsseldorfer Bildhauer Julius Haigis gestaltet. Seit 1955 bildet jährlich eine lebendige Gänseliesel zusammen mit der Sagengestalt des Spielmanns das Traditionspaar der Rheingemeinde.

### Josefskapelle

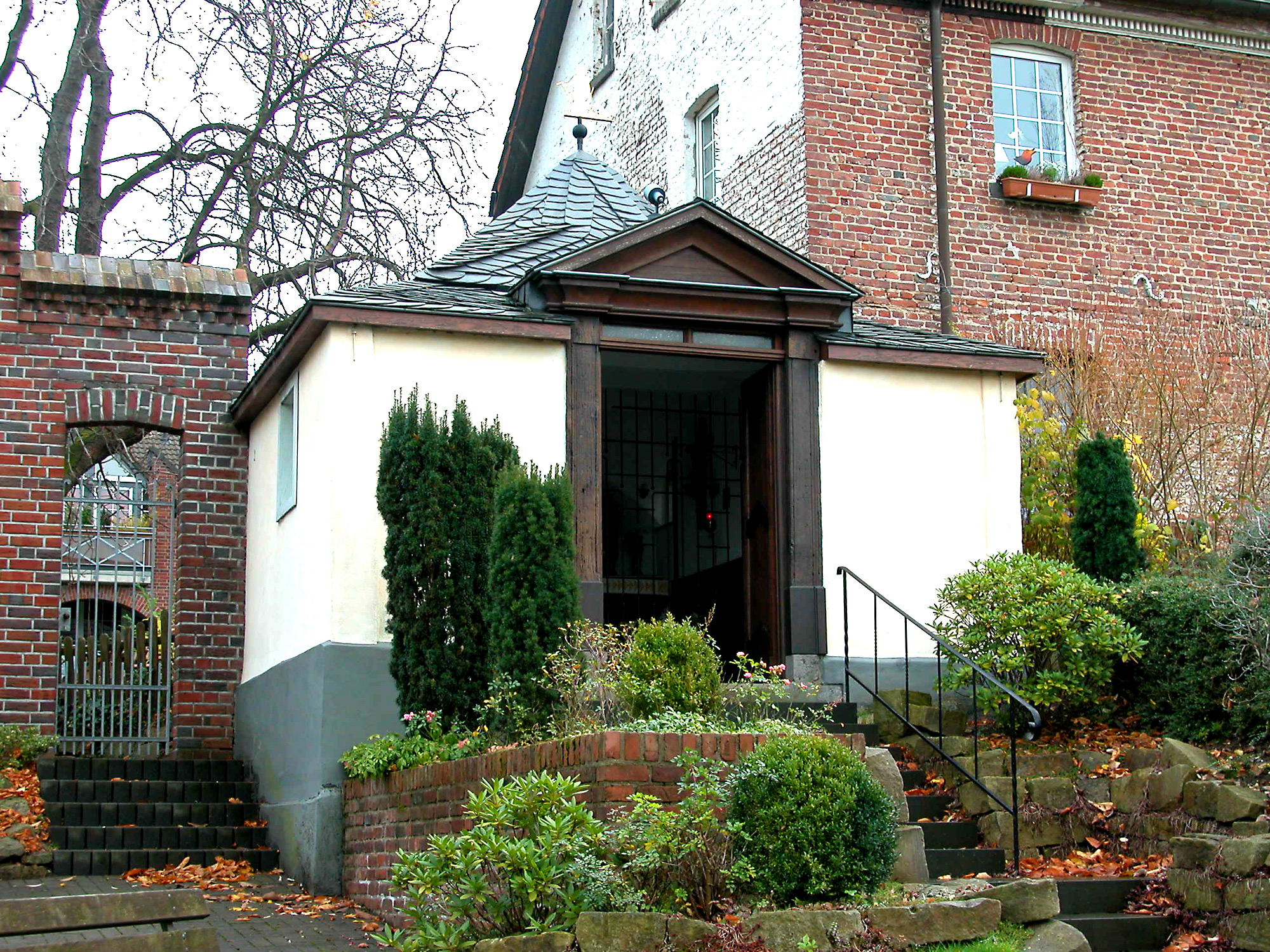
Josefskapelle

Die Josefskapelle stammt aus dem Jahr 1707 und befindet sich am Vogtshof an der Bleer Straße. Sie steht seit 1983 unter Denkmalschutz. Sie ist die kleinste Kirche in Monheim und die einzige nutzbare Hofkapelle im Rheinland. Dank des im Jahre 2000 gegründeten Fördervereins und einer umfassenden Restaurierung ist sie seit 2002 wieder für die Bürger geöffnet.

### Friedenskirche

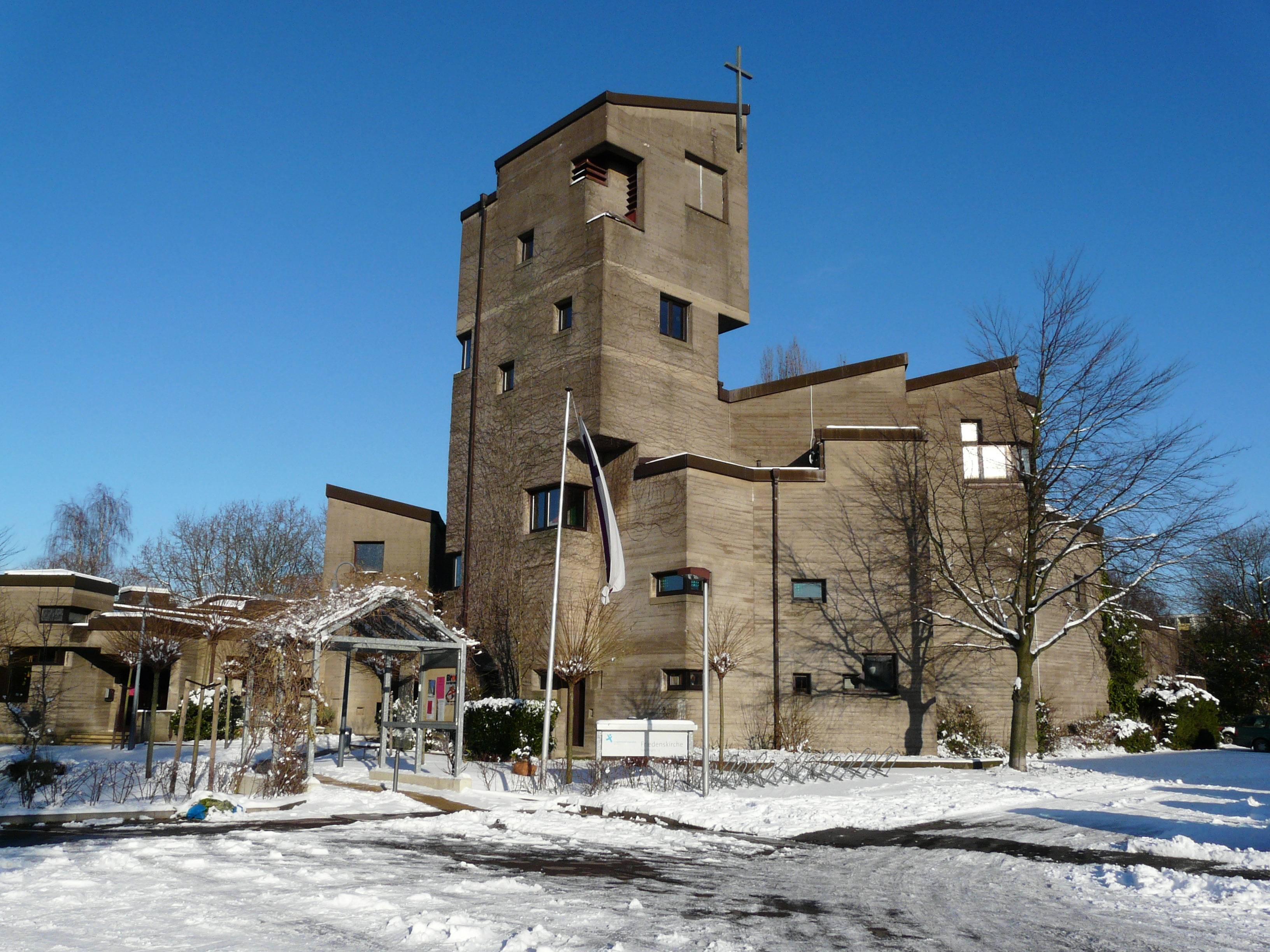
Friedenskirche Monheim-Baumberg

Im Stadtteil Baumberg wurde 1971 die evangelische Friedenskirche eingeweiht. Der markante Betonbau ist ein hervorragendes Beispiel für den Baustil des Brutalismus und entstand nach Entwürfen des Schweizer Architekten Walter Maria Förderer. Altar und Taufbecken fertigte der Baumberger Künstler Hans Schweizer (1925–2005).

### Monberg

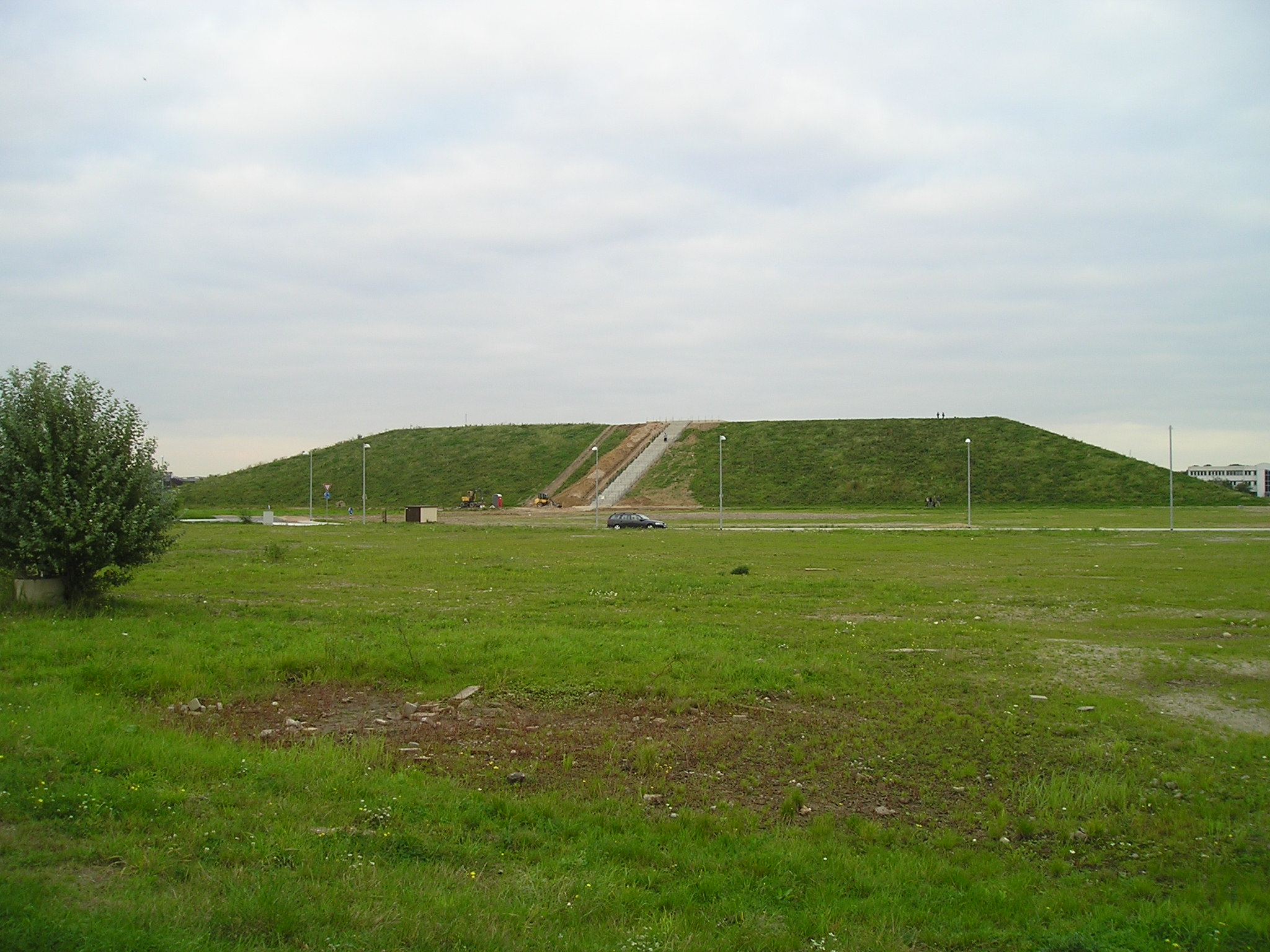
Monberg (vor Ansiedlung der Gastronomiebetriebe)

Der Monberg ist ein rund 20 Meter hoher künstlicher Hügel an der Rheinpromenade und die höchste Erhebung der Stadt Monheim. 2007 wurde eine Aussichtsplattform auf dem Hügel eröffnet, die man über eine Treppe mit 106 Stufen erreicht. Im selben Jahr eröffnete die gleichnamige Gastronomie MonBerg mit Biergarten, Strandbar und Eventfläche mit Pagodenzelten.

### Kunst im öffentlichen Raum
Monheim am Rhein beherbergt eine wachsende Sammlung von Kunst im öffentlichen Raum. Neben älteren Werken und zahlreichen Arbeiten von Monheimer Künstlern zählen die zehn Hauptwerke, die seit 2018 von national und international bekannten Größen realisiert wurden, zu den kulturellen Sehenswürdigkeiten der Stadt.
- Robert Wilson, Yes There No Where, 2023, Marienburgpark
- Tony Cragg, Points of View, 2022, Ingeborg-Friebe-Platz (Busbahnhof), Monheim Mitte
- Mischa Kuball, Monheim Cube, 2022
  - Monheim Cube + Square, Ingeborg-Friebe-Platz (Boulevard), Monheim Mitte
  - Segment A, Berliner Ring
  - Segment B, Opladener Straße
  - Segment C, Krischerstraße
- Jeppe Hein, Monheim Playground, 2022, Eierplatz, Monheim Mitte
- Timm Ulrichs, im Duett, 2022, Kreisverkehr Monheimer Straße/Sandstraße, Baumberg
- Thomas Stricker, Monheimer Geysir, 2020, Kreisverkehr Kapellenstraße/Krischerstraße[96]
- Thomas Kesseler, Franz-Boehm-Denkmal, 2020, Franz-Boehm-Straße, an St. Gereon
- Markus Lüpertz, Leda, 2020, Rheinpromenade, Höhe Landschaftsbalkon
- Inges Idee, Haste Töne, 2019, Kreisverkehr Berliner Ring/Bleer Straße
- Saman Hidayat, Schrei nach Freiheit, 2018, Kreisverkehr Baumberger Chaussee/Knipprather Straße

2024 hat die Stadt zudem das Klangkunstwerk „Collective Signal“ der niederländischen Künstlerin Angela de Weijer angekauft. Es entstand im Rahmen des Klangkunstfestivals der Monheim-Triennale „The Sound. Sonic Art in Public Spaces“, das vom 3. Juni bis 2. Juli 2023 stattfand. Die Komposition für die zwölf Monheimer Feuerwehrsirenen ist in unregelmäßigen Abständen im gesamten Stadtgebiet zu hören. Die Bürgerinnen und Bürger werden jeweils vorab informiert.

## Bildung
In Monheim befinden sich acht Grundschulen und vier weiterführende Schulen.

### Grundschulen
Von den acht Grundschulen befinden sich im Stadtteil Monheim die Gemeinschaftsgrundschulen Astrid-Lindgren-Grundschule, Hermann-Gmeiner-Schule und die Schule am Lerchenweg, die katholische Lottenschule und die Grundschule Im Pfingsterfeld.
Im Ortsteil Baumberg bestehen die Grundschule Bregenzer Straße, die Gemeinschaftsgrundschule Armin-Maiwald-Grundschule mit je einem Standort an der Humboldtstraße, der ehemaligen Humboldt-Schule sowie der ehemaligen Geschwister-Scholl-Schule an der Geschwister-Scholl-Straße und der katholischen Winrich-von-Kniprode-Grundschule.
Der zweite Standort der Armin-Maiwald-Grundschule an der Geschwister-Scholl-Straße wurde ab dem Schuljahr 2013/14 aufgegeben und alle Schüler wechselten an den Standort Humboldtstraße. Die Armin-Maiwald-Schule an der Humboldtstraße wurde deshalb um einen Anbau ergänzt, der ab Januar 2013 erstellt wurde. Zum Schuljahr 2022/23 starten zwei neue Grundschulen: Die Grundschule Im Pfingsterfeld (zunächst für ein Jahr in einem Übergangsschulgebäude an der Krischerstraße) sowie die Grundschule Bregenzer Straße in Baumberg.

### Weiterführende Schulen
Weiterführende Schulen sind die Peter-Ustinov-Gesamtschule, das Otto-Hahn-Gymnasium, die Gesamtschule am Berliner Ring und die auslaufende Rosa-Parks-Schule.
Der Stadtrat fasste 2011 mit einer Mehrheit von PETO, SPD und FDP den Beschluss, eine Sekundarschule durch Zusammenschluss von Haupt- und Realschule zum Schuljahr 2012/13 zu gründen. Ein von der CDU unterstützter Bürgerentscheid für den Erhalt der Realschule scheiterte am 13. November 2011 mit 4750 Befürwortern und 2569 Nein-Stimmen am Quorum von 6560 Ja-Stimmen (20 % der Stimmberechtigten). Die Anton-Schwarz-Hauptschule und die Lise-Meitner-Realschule, von der von 1975 bis 1987 eine Filiale in Baumberg existierte, nahmen daher seit dem Schuljahr 2012/13 keine neuen Kinder mehr auf und bestehen seit dem Schuljahr 2016/17 nicht mehr. Die 60 Schüler der letzten 10. Jahrgangsstufe der Lise-Meitner-Realschule wurden im Schuljahr 2016/17 an der Theodor-Litt-Realschule in Düsseldorf unterrichtet. Die als Ersatz neugegründete Rosa-Parks-Schule nahm ab dem Schuljahr 2019/20 keine neuen Eingangsklassen mehr auf. Stattdessen wurde 2019 eine zweite Gesamtschule gegründet.

### Förderschule
Monheim ist neben Langenfeld Sitz des Förderzentrums Süd, einer Förderschule mit den Förderschwerpunkten Lernen, Sprache und Emotionale und soziale Entwicklung.

### Erwachsenenbildung
Die Stadt Monheim am Rhein ist Trägerin der Volkshochschule Monheim am Rhein. Diese bietet ca. 18.300 Unterrichtsstunden jährlich in neun Fachbereichen an, die sich hauptsächlich an Erwachsene richten. In Kooperation mit dem Jugendamt werden berufliche Fortbildungen für pädagogische Fachkräfte angeboten. Sie ist die einzige Anbieterin für Integrationskurse im Stadtgebiet und betreibt einen Zweiten Bildungsweg (Hauptschule und Realschule).
Im Rheinpark Monheim befindet sich die private 'Akademie für Unternehmensmanagement'.

## Verkehr

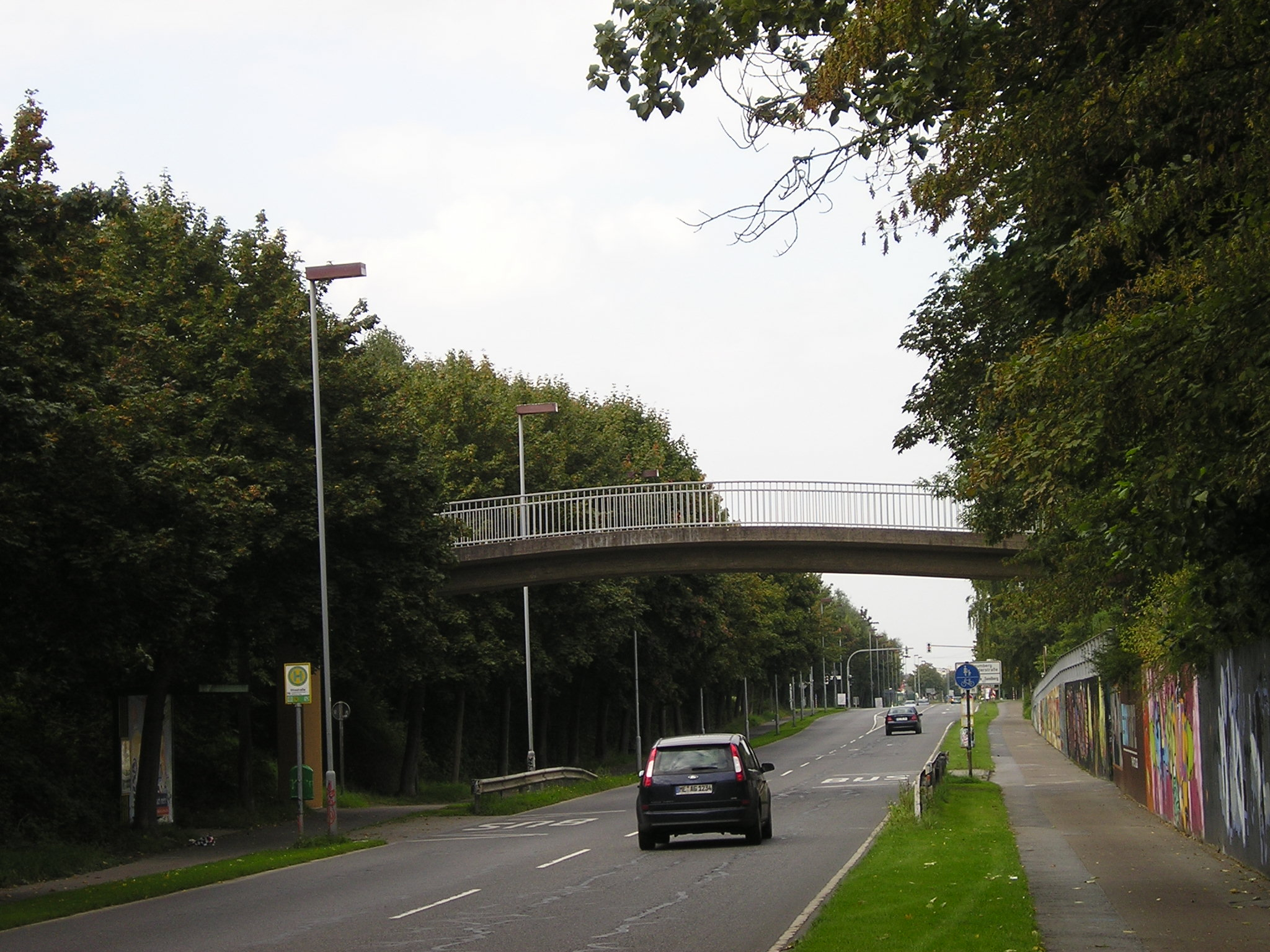
Fußgängerbrücke über die Baumberger Chaussee

### Straßenverkehr
Die Stadt ist aufgrund ihrer Lage am Rhein, umgeben von einem dichten Autobahnnetz und in der Nähe von zwei Großflughäfen (Düsseldorf und Köln/Bonn) leicht erreichbar. Insoweit ist Monheim gut an das überregionale Verkehrsnetz angeschlossen.
Monheim liegt in unmittelbarer Nähe der Autobahn 59. Zudem ist die A 3 innerhalb von etwa fünf Minuten über die A 542 zu erreichen.

### ÖPNV
Die Stadt Monheim wird (Stand 2024) nicht im schienengebundenen Personenverkehr bedient. Im Öffentlichen Personennahverkehr auf der Straße verkehren in Monheim verschiedene Buslinien in die Nachbarstädte, außer nach Köln, und nach Düsseldorf nur bis Benrath. Sie werden von den Bahnen der Stadt Monheim, der Düsseldorfer Rheinbahn sowie der Leverkusener Wupsi betrieben. Die Bahnen der Stadt Monheim befahren auch ein 9,2 km langes Gleisnetz für den Gütertransport und gelegentliche Sonderfahrten mit einem Gesellschaftswagen. Die Stationen Langenfeld (Rhld), Langenfeld-Berghausen, Düsseldorf-Hellerhof, Düsseldorf-Benrath und Leverkusen Mitte an der Bahnstrecke Köln–Duisburg werden von der S-Bahn-Linie S 6 (Köln–Düsseldorf–Essen) bedient. Sie befinden sich in den Nachbarstädten und sind mit den Buslinien SB23, SB59, 777, 788, 789, 790 und 791 sowie zeitweise mit der Linie SB33 erreichbar. Mit der Buslinie 791 wird nach 45 Minuten Fahrtzeit der Solinger Hauptbahnhof erreicht, von dem direkter Anschluss an Fernverkehrszüge besteht. Die Stadt Monheim und ihr Verkehrsunternehmen gehören sowohl zum Verkehrsverbund Rhein-Ruhr (VRR) als auch zum Verkehrsverbund Rhein-Sieg (VRS). Bei Fahrten in Richtung Leverkusen und Köln gilt der Tarif des VRS, bei Fahrten in Richtung Düsseldorf und in die Nachbarorte im Kreis Mettmann der des VRR.

#### Autonome Busse
In der Stadt begann 2017 der Testbetrieb von vollautonomen Bussen. Nach zahlreichen Testfahrten ging die erste Linie der Bahnen der Stadt Monheim am 26. Februar 2020 in den regulären Betrieb über. Dabei bedienen diese autonomen Busse lediglich speziell für diese Linie eingerichtete Haltestellen in der historischen Altstadt Monheims. Diese Busse fahren sicherheitshalber mit einer Durchschnittsgeschwindigkeit von 11 km/h. Die maximale Zahl an Fahrgästen beträgt zwölf Personen inklusive des Operators, der den Betrieb überwacht. Verwendet wird das Modell EZ10 des französischen Herstellers Easymile, welches bereits testweise in Paris und Bad Birnbach eingesetzt wird.

#### Kostenloser ÖPNV
Seit dem 1. April 2020 ist die Nutzung des ÖPNV im Tarifgebiet Monheim/Langenfeld für die Einwohner Monheims kostenlos. Dazu können sie den Monheim-Pass nutzen, den jeder Monheimer Bürger erhält. Die Regelung war zunächst auf drei Jahre befristet. Im Juni 2022 beschloss der Rat der Stadt Monheim die Verlängerung des Angebotes bis zum 31. März 2025. 2025 wurde die Verlängerung bis 2028 beschlossen. Schüler in Monheim erhalten seit August 2023 unabhängig von Freifahrtberechtigungen kostenlos das Deutschlandticket.

### Radverkehr
Monheim ist an mehrere Fernradwege angeschlossen, u. a. an den Rheinradweg, welcher für Touristen von Bedeutung ist. Die Stadt hat zur Förderung des Fahrradverkehrs ein Radverkehrskonzept erstellt sowie den Posten einer Fahrradbeauftragten eingerichtet.

#### Stadträder
An 25 Stationen im Stadtgebiet ist es möglich, mit dem Monheim-Pass E-Bikes, Lastenräder und Jugendräder auszuleihen.

## Krankenhaus
Das zuletzt zur Kplus Gruppe gehörende St.-Josef-Krankenhaus Monheim wurde im August 2013 geschlossen und diente im Oktober 2014 als Drehort für einen Münsteraner Tatort. Die medizinische Versorgung wird durch die nah gelegenen Krankenhäuser im angrenzenden Düsseldorf und Langenfeld gewährleistet: durch das vier Kilometer hinter der Stadtgrenze in Düsseldorf-Benrath liegende Sana-Krankenhaus und durch das St.-Martinus-Krankenhaus in Langenfeld. Das ehemalige St.-Josef-Krankenhaus wurde 2019 abgerissen und durch einen Gesundheitscampus mit Arztpraxen ersetzt, der 2022 fertig gestellt wurde.

## Kultur
Als größter Kulturveranstalter in Monheim zeichnet die Monheimer Kulturwerke GmbH für Konzerte, Kabarett-Veranstaltungen, Theateraufführungen u. v. m. verantwortlich. Als Spielstätte wird die Aula am Berliner Ring genutzt.
Unter der Schirmherrschaft von Ulla Hahn und Klaus von Dohnanyi veranstaltet der Marienkapellen-Verein jeden ersten Sonntag im Monat um 16 Uhr ein etwa einstündiges Konzert bei freiem Eintritt in der Marienkapelle. Die künstlerische Leitung hat Oliver Drechsel.

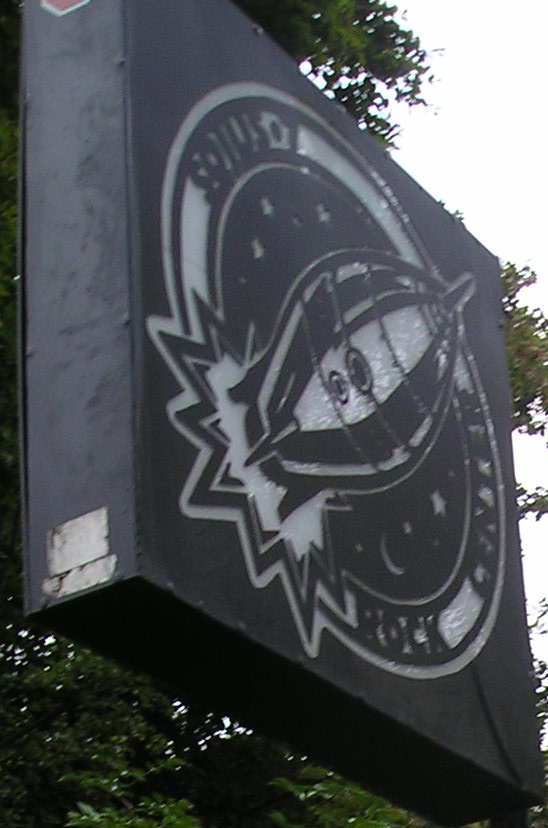
Sojus-Logo

Im soziokulturellen Zentrum Sojus 7 finden Veranstaltungen jeglicher Art, organisiert durch Ehrenamtliche, statt.
Auf der Freilichtbühne werden Filme im Open-Air-Kino vorgeführt und es werden Freilichttheateraufführungen dargeboten.
Im Marienburgpark sieht man Freilichtopern und kann das Festival im Spiegelzelt besuchen.

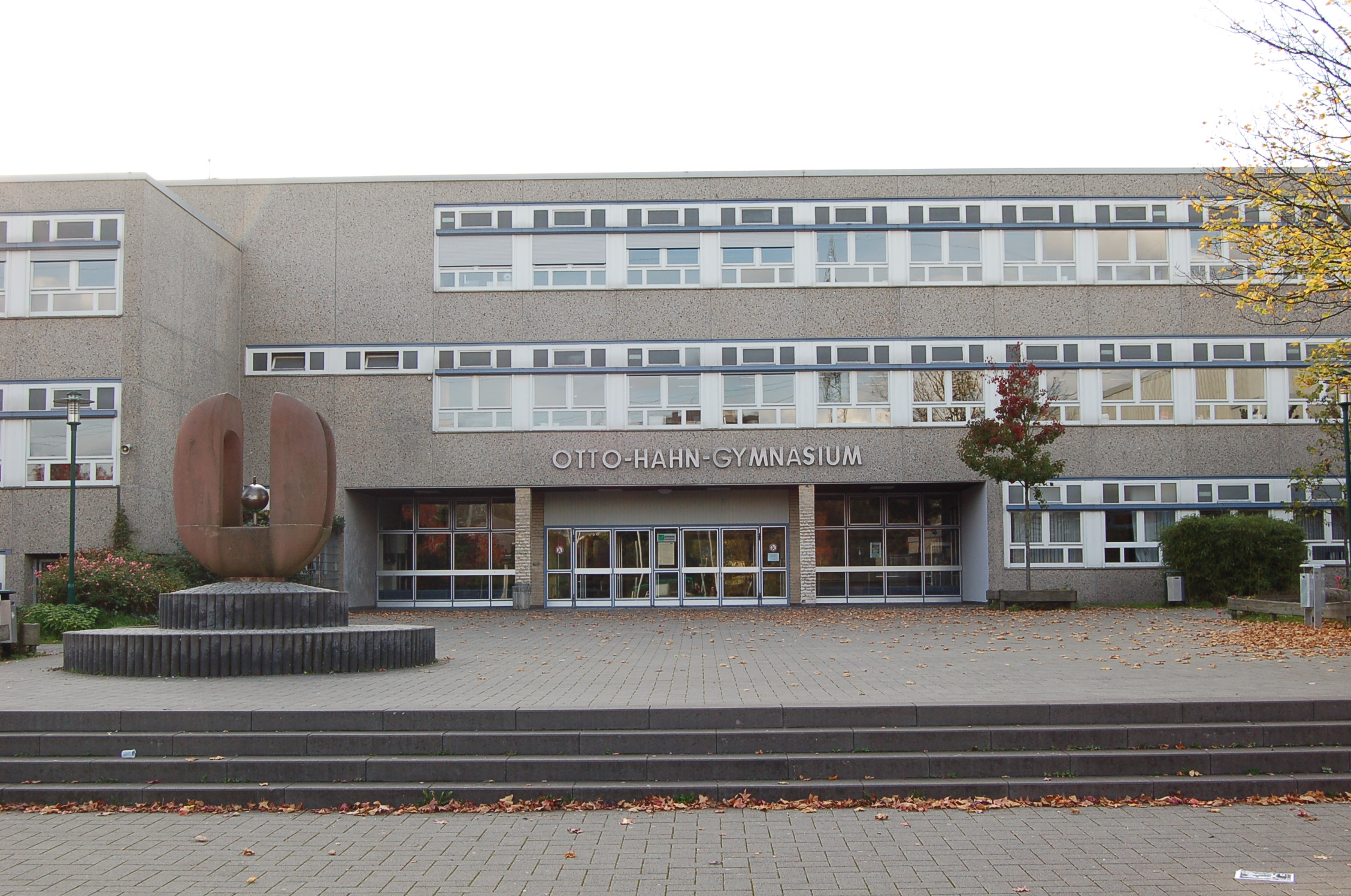
Otto-Hahn-Gymnasium

Die Aula im Otto-Hahn-Gymnasium am Berliner Ring bietet als Spielstätte der Monheimer Kulturwerke GmbH zum Beispiel Tourneetheatern eine Bühne, die angrenzende „Kulisse“ dient der Bewirtschaftung der Gäste, kann aber auch gemietet werden. Seit dem Herbst 2009 findet einmal wöchentlich eine Kinoaufführung statt.
Die von Emil Drösser konzipierte Operette „Napoleon en Monnem“ zum 30-jährigen Bestehen des Panikorchester Monnem am Rhing 2008 war ein humoriger Rückblick auf die Monheimer Stadtgeschichte und ein großer Erfolg vor 3500 Zuschauern.
Seit 1955 bildet jährlich eine Gänseliesel zusammen mit der Sagengestalt des Spielmanns das „Traditionspaar“ der Rheingemeinde.

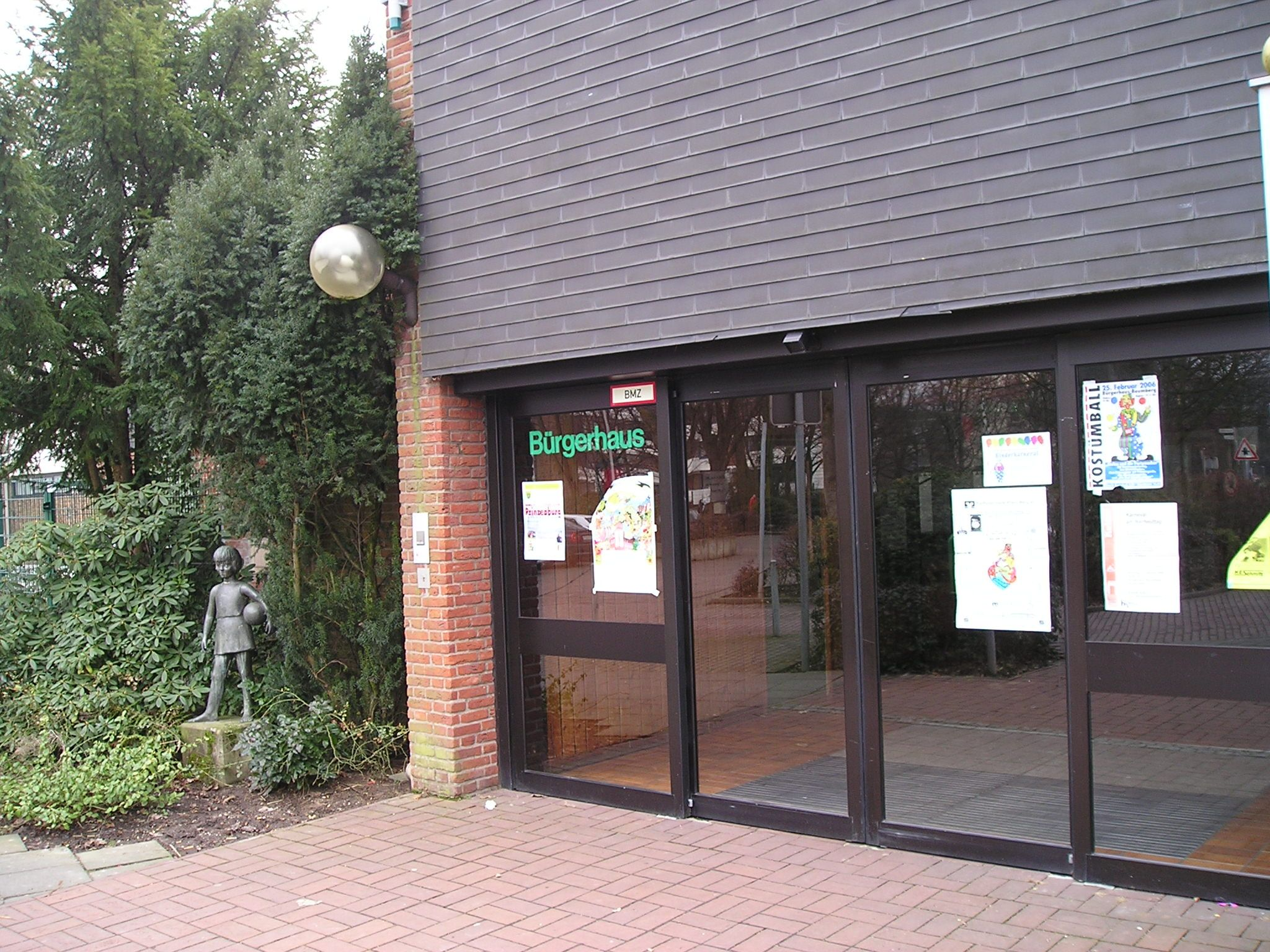
Bürgerhaus Baumberg

Im Bürgerhaus Baumberg werden Tauschbörsen und Bürgerfeste veranstaltet. Außerdem treten dort Comedians auf.
Monheim am Rhein ist Hauptdrehort für das fiktive Städtchen Büdringhausen im Münsterland der ARD-Fernsehserie Heiter bis tödlich: Henker & Richter, die seit dem 10. November 2011 mit zunächst 16 Folgen jeweils am Donnerstag um 18:50 Uhr ausgestrahlt wurde. Nur ein kleiner Teil der Szenen wird in Haltern am See gefilmt. Auch Szenen für den Film Satte Farben vor Schwarz wurden in Monheim gedreht. Die ersten vier Staffeln der RTL-Serie Die Camper wurde auf dem Campingplatz Gut Oedstein abgedreht. Diverse Sendungen wurden in den Infostudios in Monheim-Baumberg gedreht.
Für den Tatort: Erkläre Chimäre wurde im geschlossenen St.-Josef-Krankenhaus an der Alten Schulstraße gedreht. Von Juni bis Oktober 2015 wurde die Serie Club der roten Bänder im Bürokomplex an der Mittelstraße gedreht. Eine Folge von SOKO Köln wurde 2018 zum Teil in Monheim gefilmt.
Seit dem Jahr 2012 wird zweijährlich der nach der Monheimer Autorin Ulla Hahn benannte und anfangs mit 6000 Euro dotierte Ulla-Hahn-Autorenpreis verliehen. Die erste Preisträgerin war die Lyrikerin Nadja Küchenmeister, die für ihren Gedichtband Alle Lichter ausgezeichnet wurde. 2014 ging der Preis an Lara Schützsack für ihren Roman Und auch so bitterkalt, der unter dem Titel Hvaler under isen auch ins Dänische übersetzt wurde, und 2016 erhielt den nunmehr mit 10.000 Euro dotierten Preis Shida Bazyar für ihr Romandebüt Nachts ist es leise in Teheran. 2018 wurde Karoline Menge für ihren Debütroman Warten auf Schnee ausgezeichnet.

## Presse
Mit Langenfelder und Monheimer Lokalteil erscheinen die Rheinische Post und Westdeutsche Zeitung. Als kostenloses Anzeigenblatt erscheint einmal wöchentlich der Wochenanzeiger der Westdeutsche Verlags- und Werbegesellschaft (WVW) (WAZ-Gruppe). Bis 2019 erschien das Anzeigenblatt Monheimer WochenPost der AWV und bis 2015 das kostenlose Anzeigenblatt Hallo Monheim (1984–2010 unter dem Namen Lokal-Anzeiger).

## Freizeit

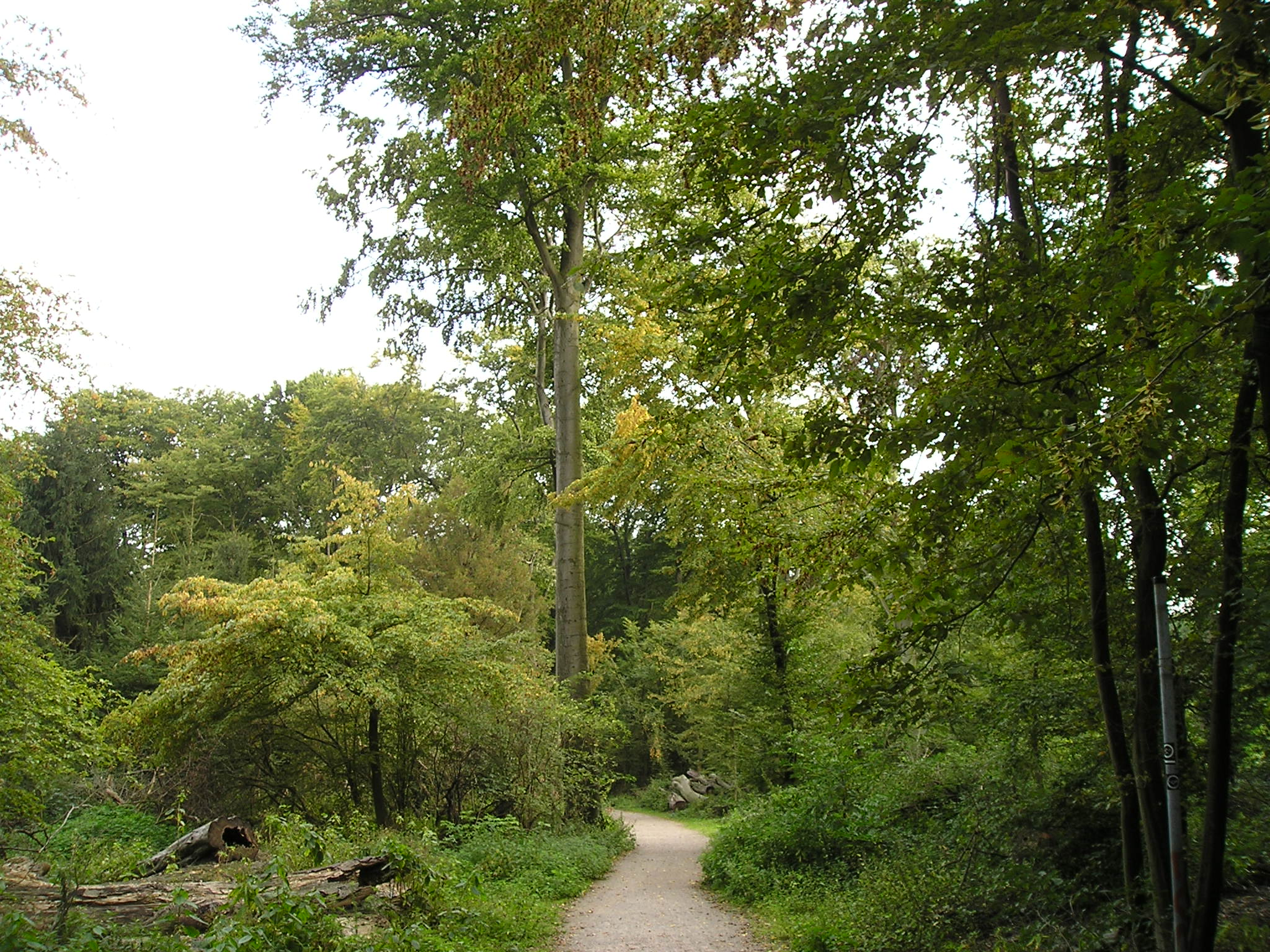
Knipprather Wald

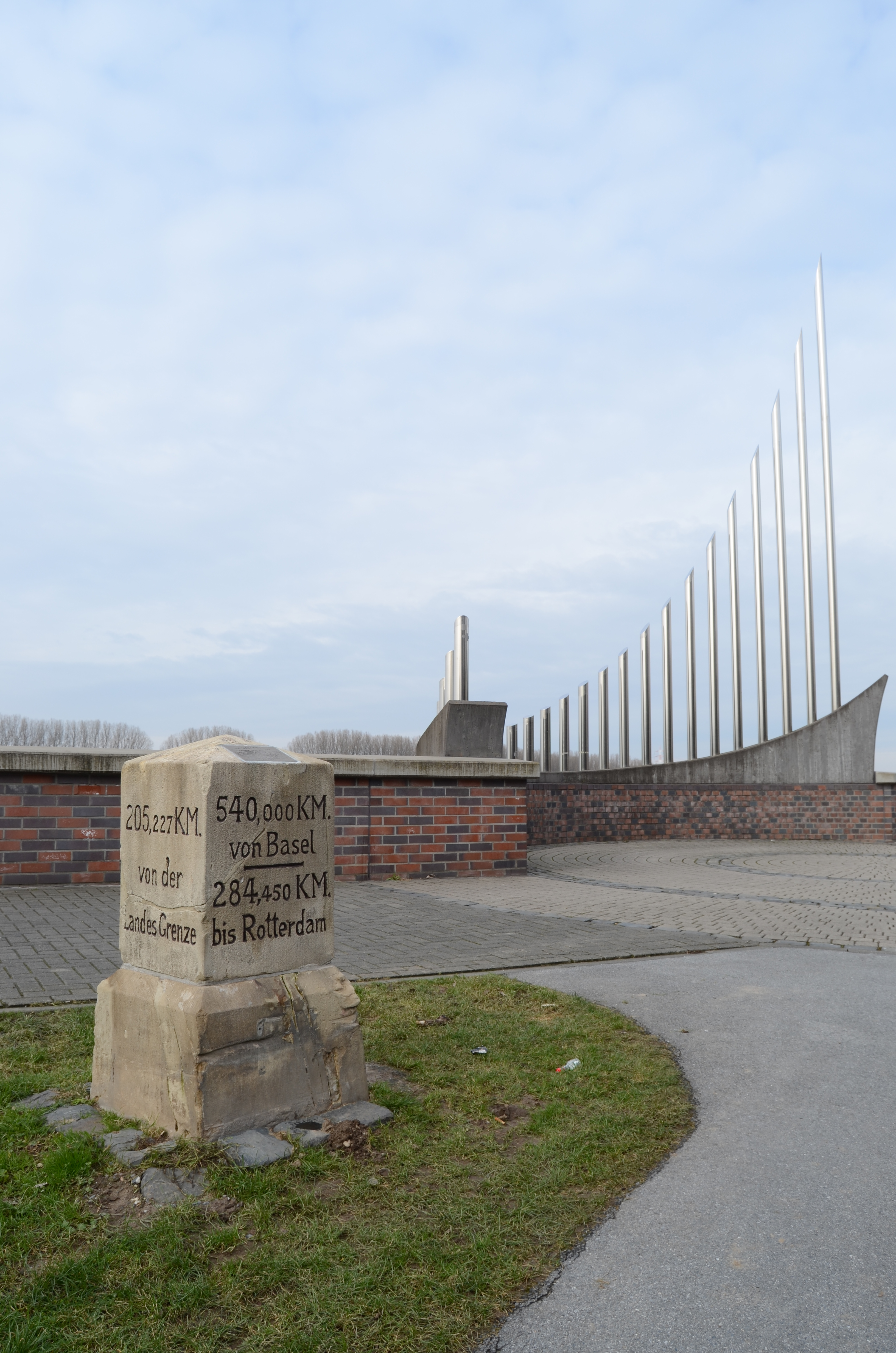
Myriameterstein 54 und Skulptur „Vierte Dimension“ von Karl-Heinz Pohlmann am Rheindeich

### Schwimmbad
Das stadteigene Schwimmbad mona mare ist ein Allwetterbad. Es besteht aus einem mit einem Außenbecken kombiniertem Hallenschwimmbad, das durch einen Sauna- und Wellnessbereich sowie eigene Gastronomie ergänzt wird.
Von 1971 bis 1998 gab es ein Hallenbad, das ab 1978 alternierend zum Freibad vom Herbst bis Frühjahr geöffnet war. Es wurde abgerissen, das Grundstück wurde verkauft und mit Wohngebäuden bebaut.
Von 1978 bis 2000 gab es ein Freibad mit Sprungturm, das in den Sommermonaten geöffnet war und aus Kostengründen aufgegeben wurde, obwohl sich mehr als 40 % in einem Bürgerentscheid für den Ausbau des Außenbeckens und den Erhalt des Sprungturms aussprachen; für die Reparatur und den Erhalt des Freibades sprachen sich ebenfalls über 40 % aus und weniger als 20 % sprachen sich für die ersatzlose Schließung aus. Ein Teil des Geländes wurde verkauft, um die Zukunft des Schwimmbads zu sichern und mit Wohnbebauung versehen. Der verbleibende Teil des Geländes wurde durch eine Erweiterung des Saunabereiches des Allwetterbades für Besucher unzugänglich. Anfang 2017 wurde es gerodet und der Sprungturm und das Nichtschwimmerbecken entfernt, um für 2,5 Mio. Euro die Erweiterung des Bereiches der Sauna sowie ein anders angeordnete Außenbecken des mona mara durchzuführen. Außerdem sollen auf dem Rest des Grundstückes zwei Kindertagesstätten und eine Moschee errichtet werden.

### Grünflächen
Es gibt in Monheim verschiedene Grünflächen, die der Erholung, der Freizeitgestaltung und Sport dienen.

Hundezonen sind in den folgenden Gebieten ausgewiesen: an der Kapellenstraße, an der Alfred-Nobel-Straße, auf einer eingezäunten Fläche am Wendehammer Grunewaldstraße, auf der Baumberger Bürgerwiese und in einem Gebiet nordöstlich der Bonhoefferstraße und der Ulrich-von-Hassell-Straße, die im Norden durch die Kleingartenanlage Baumberger Feld begrenzt ist sowie sich im Osten bis zur Gartenanlage Holzweg und im Süden bis zum Holzweg erstreckt. Im übrigen Stadtgebiet gilt Leinenzwang.

### Natur
Der Knipprather Wald, der an Langenfeld grenzt, eignet sich für Reiten (eigene Reitwege), Fahrradfahren, Joggen und Spaziergänge.
Der Knipprather Wald ist seit Anfang der 1980er Jahre von einer Bahnstrecke der Bahnen der Stadt Monheim durchzogen, die am früheren Standort der 1987 stillgelegten Raffinerie der Shell beginnt und dann durch ein Industriegebiet bis zum Wald führt.
Ursprünglich verlief die Bahnstrecke entlang der Krischerstraße und Opladener Straße nördlich der Siedlung in Monheim-Süd.
Außerdem wird der Rheindeich gerne von Spaziergängern, Fahrradfahrern und Joggern genutzt.

### Karneval
Wie überall im Rheinland feiern in Monheim und im Stadtteil Baumberg viele Menschen Karneval. Es gibt mehrere Vereine. Der älteste ist die Große Monheimer Karnevalsgesellschaft 1902 e. V., auch als „Gromoka“ bekannt.
Baumberg erlebt am Karnevalssonntag einen Veedelszoch, in dem wie bei den Kölner Veedelszöch die Fußgruppen dominieren und den die Baumberger unter sich feiern. Durch Monheim fährt am Folgetag der Rosenmontagszug mit mehreren Karnevalswagen und vielen auswärtigen Besuchern.
Die Monheimer Schwalbenjecken organisieren jedes Jahr am Samstag vor Rosenmontag die „Schunkelnde Sandberghalle“. Für die Kostümsitzung, bei der bekannte Musiker, wie Brings oder Ne Knallkopp auftreten, wird die Turnhalle der Peter-Ustinov-Gesamtschule jeweils umgebaut.

### Sport

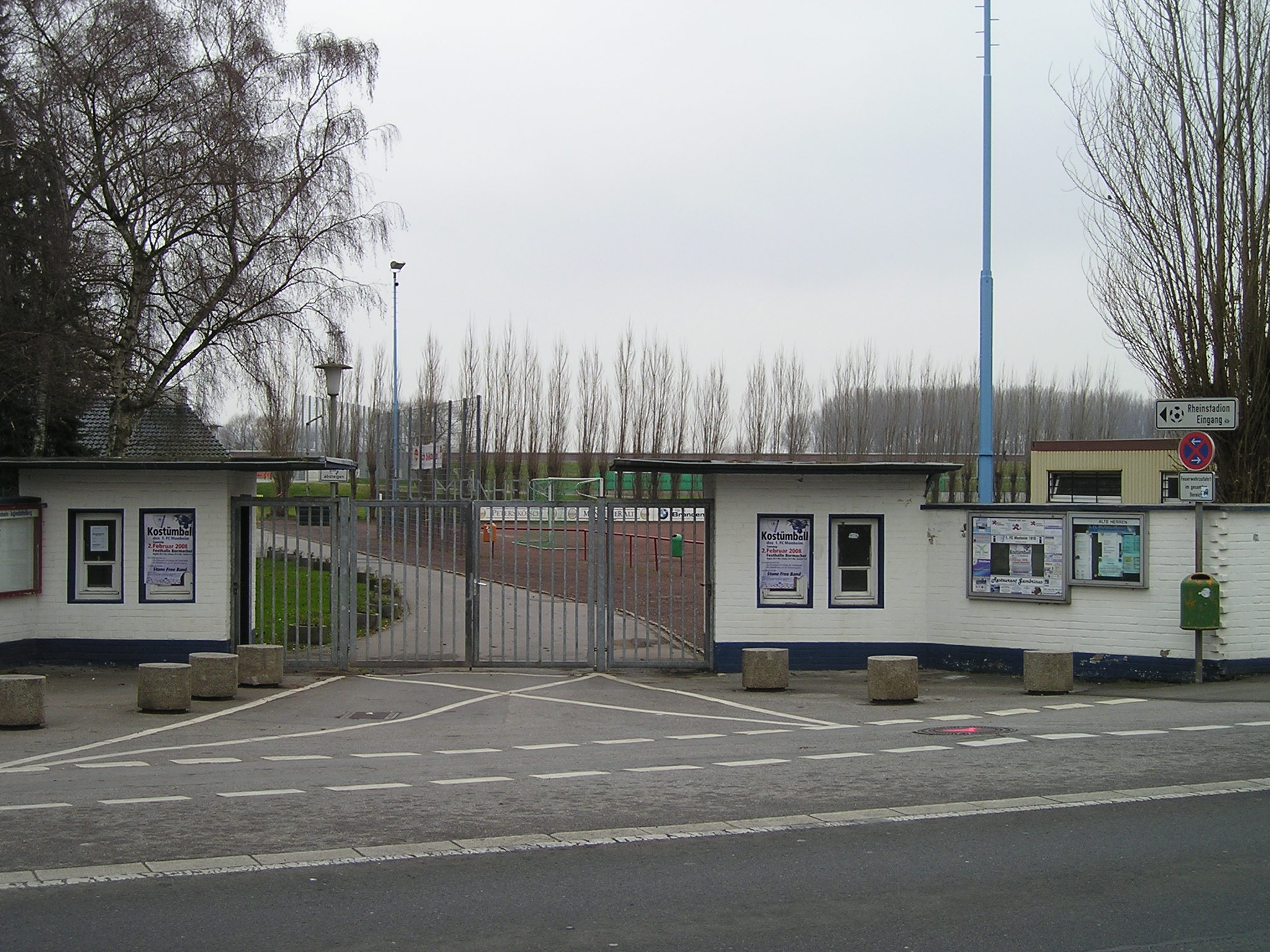
Rheinstadion, Spielstätte des 1. FC Monheim (2008)

Monheim am Rhein besitzt ein breites Angebot an aktiven Sportvereinen. Der 1. FC Monheim (Landesliga Niederrhein 1 (seit 2023)) und die Sportfreunde Baumberg (Oberliga Niederrhein) vertreten die Stadt im Fußball. Weitere Breiten- und Mannschaftssportarten decken die SGM Monheim (vor allem in der Leichtathletik), der Baumberger TSC 1897, die BG Monheim (im Basketball) und die SG Monheim Skunks (im Skaterhockey) ab. Die STAG Monheim ist ein Schwimmverein. Daneben gibt es die drei Tennisvereine Blau-Weiß Monheim, Rot-Gelb Monheim und Baumberger TC. Aufgrund der Lage am Rhein ist die Stadt Heimat der beiden Wassersportvereine Ruderverein Monheim 1986 und Monheimer Kanu-Club 1972.
2021 bewarb sich die Stadt als Host Town für die Gestaltung eines viertägigen Programms für eine internationale Delegation der Special Olympics World Summer Games 2023 in Berlin. 2022 wurde sie als Gastgeberin für Special Olympics Sri Lanka ausgewählt. Damit wurde sie Teil des größten kommunalen Inklusionsprojekts in der Geschichte der Bundesrepublik mit mehr als 200 Host Towns.

### Regelmäßige Veranstaltungen
- Das Stadtfest findet seit 2010 jedes Jahr unter einem anderen Motto Ende Mai in der Monheimer Innenstadt statt. Hauptattraktionen sind der Trödelmarkt Gänselieselmarkt, eine Kirmes und ein verkaufsoffener Sonntag, die zusammen einen Treffpunkt für mehrere tausend Besucher bilden.[156]
- Im Juni wird in unregelmäßigen Abständen ein Badewannenrennen in der Monheimer Altstadt organisiert.[157]
- Das Sonnenwendfest wird jedes Jahr im Juni auf der Baumberger Bürgerwiese gefeiert.
- Jedes Jahr im Sommer wird das Rockmusik-Festival Rhein-Rock Open Air von einem ehrenamtlichen Organisationsteam auf der Baumberger Bürgerwiese veranstaltet.[158]
- Das Mondscheinkino, ein Open-Air-Kino, findet seit 2005 im August auf der Freilichtbühne an der Kapellenstraße statt.
- Seit 2020 findet die Monheimer Triennale statt, ein stilübergreifendes Musikfestival, das den Raum für künstlerische Inszenierungen und Experimente bieten soll.[159]

## Wirtschaft

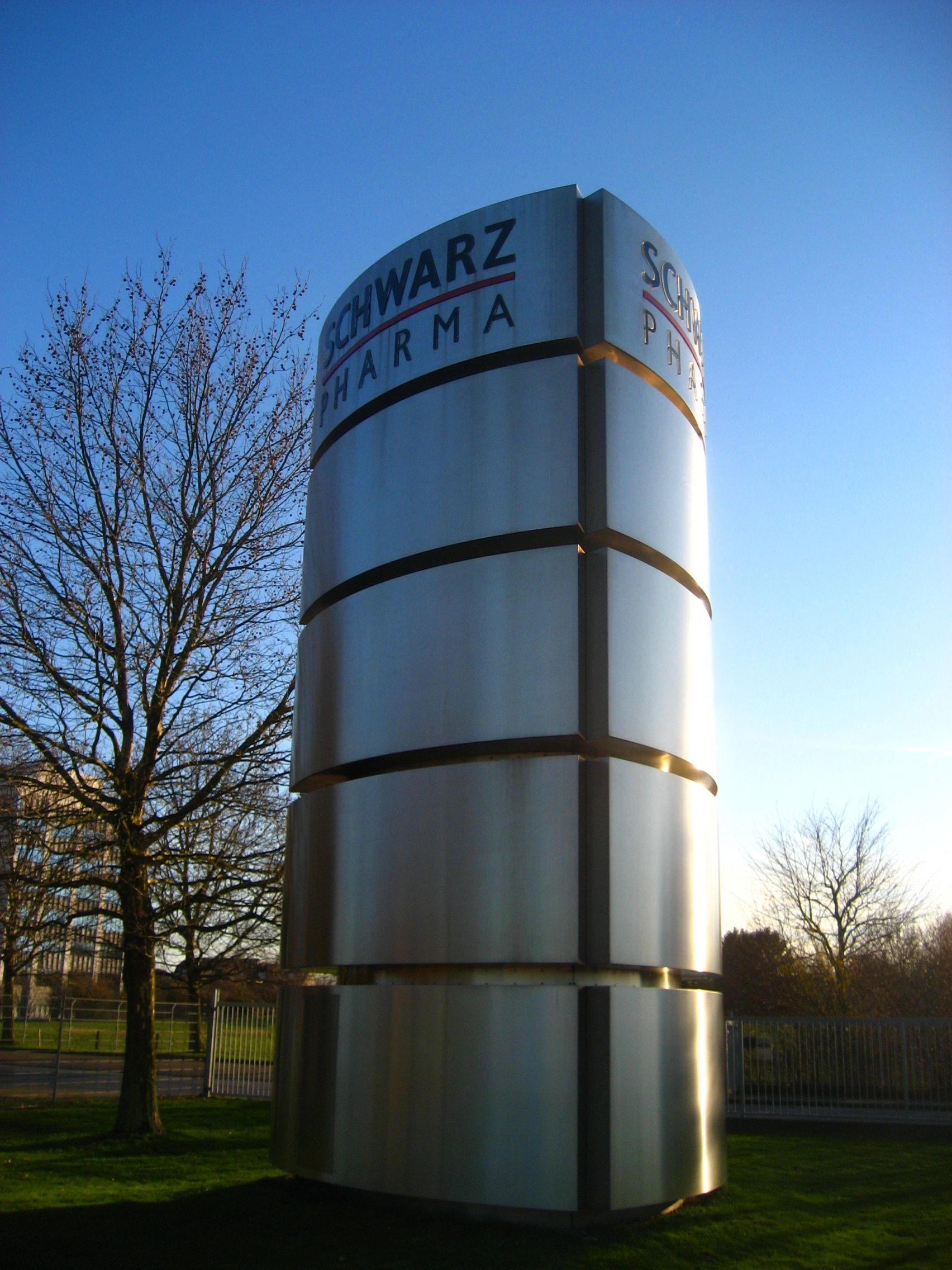
Schwarz Pharma

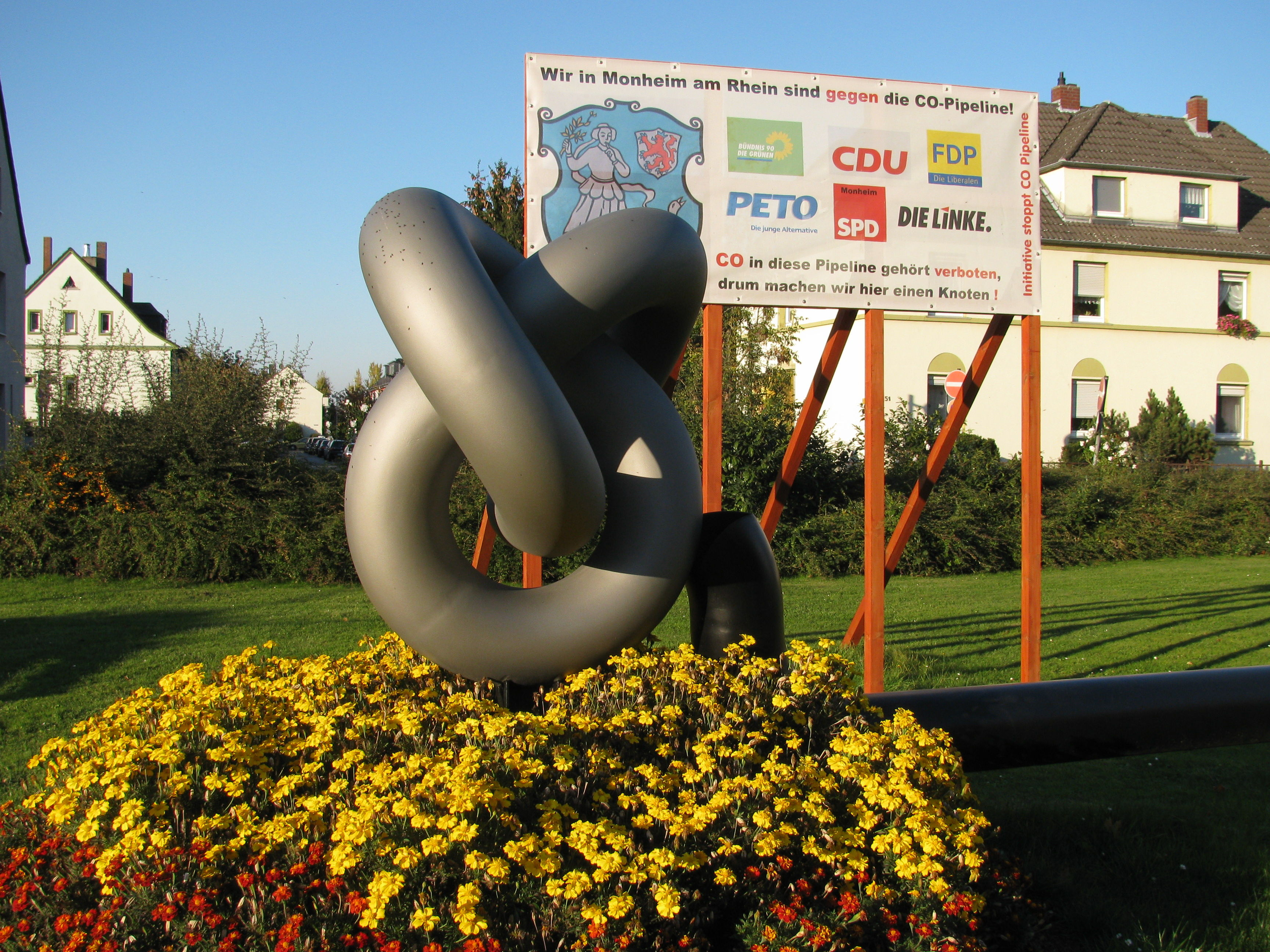
Protest-Mahnmal gegen die CO-Pipeline von Bayer

Bekannte Unternehmen in Monheim am Rhein sind die apt Sedant, die ehemalige Bayer CropScience, sowie die Bayer Animal Health GmbH und die Bayer Intellectual Property GmbH, die Spezialchemie-Unternehmen BASF Personal Care and Nutrition GmbH und OQ Chemicals (früher: Oxea), die EPLAN Software & Service, die Jenoptik Robot, das belgische Pharmaunternehmen UCB S.A. (ehemals Schwarz Pharma), die Thum+Mahr GmbH, die Uniferm, die deutsche Zentrale von Ecolab, die TML Technik GmbH, die Schukat electronic Vertriebs GmbH, die Packwell Monheim GmbH, Odermath Stahlwerkstechnik GmbH sowie die InovisCoat GmbH. Das städtische Strom- und Gasunternehmen MEGA (Monheimer Elektrizitäts- und Gasversorgung GmbH), das zu 100 % der Monheimer Versorgungs- und Verkehrs-GmbH, Monheim am Rhein gehört, machte im Jahr 2013 einen Umsatz von 42,08 Mio. Euro.
An der Alfred-Nobel-Straße erstreckt sich der Creative Campus Monheim, ein Gewerbegebiet auf dem ehemaligen Schwarz-Pharma-Gelände, auf dem neben dem Unternehmen UCB und der Bayer Intellectual Property GmbH auch Start-up-Unternehmen ihren Sitz haben.
Jahrzehntelang befand sich in dem zwischen Monheim und Baumberg gelegenen Gewerbegebiet eine das Stadtbild prägende Erdölraffinerie der Royal Dutch Shell. Der Eisenbahnverkehr zu ihr lief über die Bahnen der Stadt Monheim, deren Gleise bis 1983 mitten durch das Stadtgebiet verliefen. Die Raffinerie wurde 1987 stillgelegt. Die Gleise der ehemaligen „Shellbahn“ sind teilweise noch erkennbar, zum Beispiel am westlichen Seitenstreifen der Krischerstraße.
Durch das Gebiet der Stadt führt die CO-Pipeline der Bayer AG zum Transport von Kohlenstoffmonoxid zwischen Uerdingen und Dormagen, gegen deren Inbetriebnahme sich starker Widerstand formiert hat. Der Stadtrat stimmte mit Ausnahme der SPD-Fraktion für eine Resolution gegen die CO-Pipeline. Im Mai 2011 wurde ein Kunstwerk gegen die CO-Pipeline aufgestellt, das ein Rohr mit Knoten darstellt. Auf der dazugehörigen Infotafel bestätigen alle im Stadtrat vertretenen Parteien (incl. SPD), dass sie gegen die CO-Pipeline sind.

### Einkaufen
Die Geschäfte in Monheim am Rhein konzentrieren sich hauptsächlich im Rathaus-Center (Verkaufsfläche des Rathauscenters I und II: 8500 m²; im Dezember 2020 abgerissen, Neubau des Rathaus-Centers bis Ende September 2022: 8.300 m²) sowie dem Monheimer Tor (Mitte November 2011: 7000 m², seit Oktober 2024: 10.000 m²) und dessen näherer Umgebung: dem Ernst-Reuter-Platz, der Krischerstraße und der Alten Schulstraße. Im Stadtteil Baumberg gibt es seit 1969 das Einkaufszentrum Holzweg-Passage sowie die Hauptstraße als Haupteinkaufstraße. Hauptaugenmerk sind Waren des täglichen Bedarfs.

## Persönlichkeiten
Die höchste Auszeichnung von Monheim am Rhein ist der Ehrenring.

### Träger des Ehrenringes
- Hans Barwitzius (1914–2005), ehemaliger Bürgermeister von Wiener Neustadt (1991)
- Ingeborg Friebe, 1976–1997 Bürgermeisterin von Monheim am Rhein, 1990–1995 Präsidentin des nordrhein-westfälischen Landtages (1996)
- Hans Kurt Peters (1914–2004), Ehrenvorsitzender des Heimatbunds Monheim (2000)
- Rolf Schwarz-Schütte (1920–2019), Seniorchef der Schwarz Pharma AG (2000)
- Karl König, 1979–2009 stellvertretender Bürgermeister (2003)
- Emil Drösser, Maestro des „Panikorchesters Monnem am Rhing“, Träger des Bundesverdienstkreuzes am Bande[176] (2003)
- Martin Brüske, stellvertretender Bürgermeister 1969–1974 (2009)
- Eli Fedida, stellvertretender Leiter der „Shifman High School“ in Tirat Carmel (2009)[177]

### In Monheim am Rhein geborene Persönlichkeiten
- Winrich von Kniprode (1310–1382), Hochmeister des Deutschen Ordens
- Hester Jonas (um 1570–1635), sogenannte Hexe von Neuss
- Wilhelm Stefen (1867–1931), Bürgermeister von Alpen und Fischeln, in Baumberg geboren
- Hermann Josef Busch (1943–2010), Musikwissenschaftler und Hochschullehrer
- Reinhard Hauschild (* 1949), ehemaliger Bürgermeister der Stadt Dormagen
- Buddy Casino (* 1955), Musiker
- Olaf Breidbach (1957–2014), Wissenschaftshistoriker (Universität Jena)
- Wolfgang Schmitt (* 1959), Geschäftsführer und Politiker, (Bündnis 90/Die Grünen)
- Jan-Gregor Kremp (* 1962), Schauspieler
- Joachim Schlömer (* 1962), Tänzer, Choreograf und Regisseur (Stadttheater Freiburg und Heidelberg)
- Reiner Heugabel (* 1963), Ringer
- Ulrich Kallmeyer (* 1963), Komponist, Pianist, Pädagoge und Autor
- Erich Seckler (* 1963), Fußballspieler
- Andreas Kaiser (* 1964), Fußballspieler
- Emma Bading (* 1998), Schauspielerin und Regisseurin

### Mit Monheim am Rhein verbunden
- August Deusser (1870–1942), Maler und Kunstpolitiker, lebte von 1906 bis 1912 in Monheim
- Franz Boehm (1880–1945), katholischer Priester und Widerstandskämpfer gegen den Nationalsozialismus
- Paul Janes (1912–1987), Fußballspieler, lebte in Monheim
- Hans Schweizer (1925–2005), Bildhauer und Maler, lebte von 1954 bis 2005 in Monheim
- Klas Ewert Everwyn (1930–2022), Schriftsteller, lebte ab 1981 in Monheim
- Ingeborg Friebe (* 1931), Politikerin (SPD), frühere Landtagspräsidentin von Nordrhein-Westfalen, lebt in Monheim
- Heinz-Josef Muhr (1934–2015), Bürgerrechtler, Gegner der CO-Pipeline der Bayer AG
- Ulla Hahn (* 1945), Schriftstellerin, schrieb ein Buch über ihre Kindheit in Monheim
- Lilo Friedrich (* 1949), Politikerin, MdB, lebte einige Jahre in Monheim
- Holger Franke (* 1955), Schauspieler, lebt in Monheim
- Christian Gramsch (* 1959), Journalist, wuchs in Monheim auf
- Ulla van Daelen (* 1962), Harfenistin, wuchs in Monheim auf
- Stefan Jeworski (* 1966), Sänger und Songwriter, lebt in Monheim
- Jürgen Schulte (* 1967), Produzent (ARD, Hart aber fair), Besitzer von zwei Produktionsfirmen, lebt in Monheim
- Oliver Drechsel (* 1973), Konzertpianist und Komponist, lebt in Monheim
- Philipp Wagner (* 1973), Herpetologe, in Monheim aufgewachsen und zur Schule gegangen
- Stefan Kießling (* 1984), Fußballspieler, lebt in Monheim
- Shelley Thompson (* 1984), Fußballspielerin, wuchs in Monheim auf
- Gideon Jung (* 1994), Fußballspieler, wuchs in Monheim auf
- Jaden Eikermann Gregorchuk (* 2005), Wasserspringer